# Комплекс Кутб Мінар
Комплекс Кутб Мінар — це пам'ятки та будівлі Делійського султанату в Меграулі в Делі, Індія.

## Загальний опис
Будівництво «вежі перемоги» Кутб-Мінар у комплексі, названому на честь суфійського святого Хваджа Кутбуддіна Бахтіара Какі, було розпочато Кутб ад-Діном Айбеком, який згодом став першим султаном Делі із династії Мамлюків (Гулам Ванш). Її продовжив його наступник Ілтутмиш (він Альтамаш), і остаточно завершений значно пізніше Фірозом Шахом Туглаком, султаном Делі з династії Туглак (1320—1412) у 1368 році нашої ери. Мечеть Куббат-уль-Іслам (Купол ісламу), пізніше спотворена в Кувват-уль-Іслам, стоїть поруч із Кутб-Мінар.
Багато наступних правителів, зокрема Туглаки, Алауддін Хілджі та британці, додали споруди до комплексу. Крім Кутб-Мінар і мечеті Кувват-уль-Іслам, інші споруди комплексу включають браму Алай Дарваза, Алай-Мінар і Залізна колона. Мечеть Кувват уль-Іслам спочатку була побудована із залишків 27 старіших індуїстських і джайнських храмів. Стовпи храмів були використані повторно, а оригінальні зображення заштукатурені. Усередині комплексу перебувають могили Ілтутмиша, Алауддіна Хілджі та імама Заміна.
Сьогодні прилегла територія з безліччю старих пам'яток, включаючи гробницю Балбана, була розроблена Археологічним управлінням Індії (ASI) як Археологічний парк Мехраулі, а INTACH відновив близько 40 пам'яток у парку. Це також місце проведення щорічного «Фестивалю Кутб», який проводиться в листопаді-грудні, де артисти, музиканти та танцюристи виступають упродовж трьох днів.

## Алай Дарваза

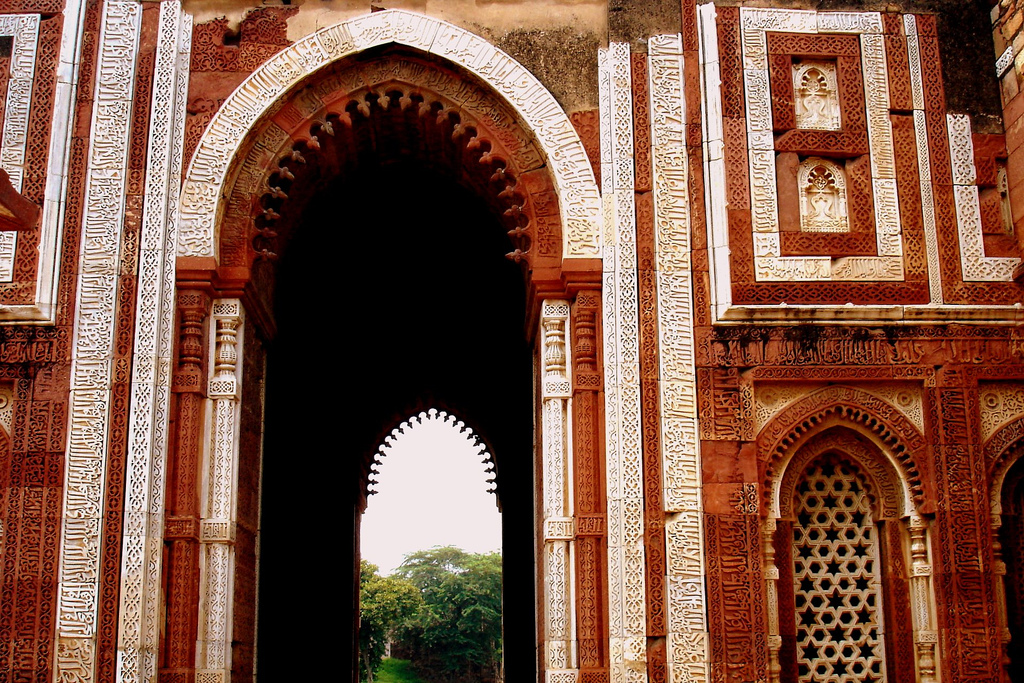
Крупним планом написи на вхідній арці, Алай Дарваза, побудований Алауддіном Хілджі

Алай Дарваза є головною брамою з південного боку мечеті Кувват-уль-Іслам. Вона побудована другим султаном Хілджі Делі, Алауддіном Хілджі в 1311 році нашої ери, який також додав подвір'я до колони зі східного боку. Купольний вхід прикрашений червоним пісковиком та інкрустованим білим мармуром, написами письмом Насх, решітчастими кам'яними екранами та демонструє надзвичайну майстерність турецьких майстрів, які працювали над ним. Це перша будівля в Індії, яка використовує принципи ісламської архітектури у своїй конструкції та орнаменті.
Рабська династія не використовувала справжні стилі ісламської архітектури і використовувала фальшиві куполи та фальшиві арки. Це робить Алай Дарваза найранішим зразком перших справжніх арок і справжніх куполів в Індії. Вважається однією з найважливіших будівель, побудованих у період Делійського султанату. Завдяки загостреним аркам і вістрям із бахроми, які ідентифікують як бутони лотоса, він додає витонченості мечеті Кувват-уль-Іслам, до якої він служив входом.

## Кутб Мінар

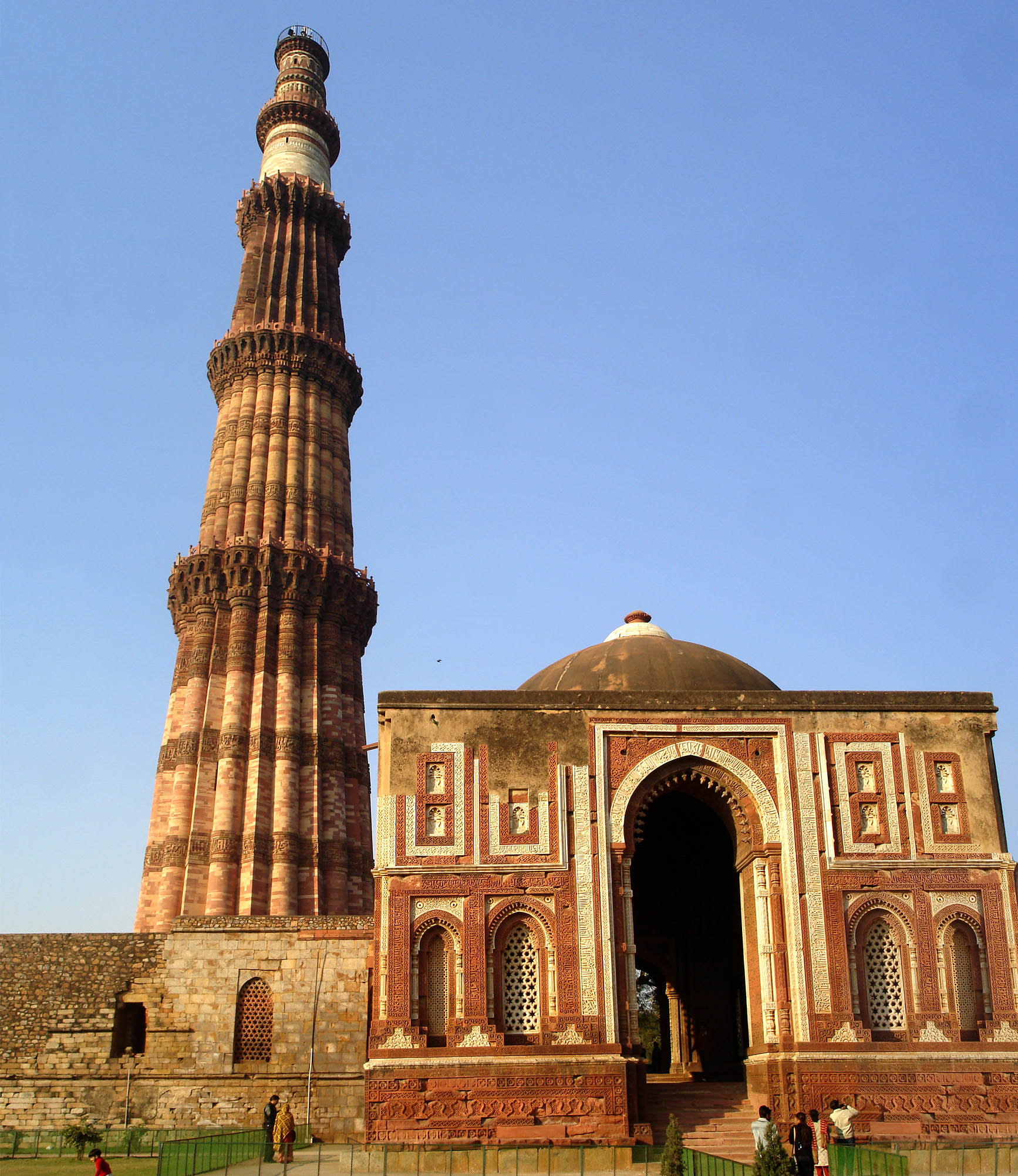
Кутб Мінар і Алай Дарваза (Алайська брама), вхід до мечеті Кувват-уль-Іслам

Кутб-Мінар натхненний мінаретом Джема в Афганістані, це важливий зразок ранньої афганської архітектури, яка згодом переросла в індо-ісламську архітектуру. Мінар Кутб становить 72,5 метра (239 футів), що робить його найвищим мінаретом у світі, побудованим із цегли. Він складається з п'яти окремих поверхів, кожен із яких позначений виступаючим балконом, який тримається на консолях мукарнах і звужується від діаметра 14,3 метра біля основи до 2,7 метра у верхній частині, що міститься за 379 кроків. Разом із навколишніми будівлями та пам'ятками він занесений до списку Світової спадщини ЮНЕСКО.
Побудована як Вежа Перемоги на честь перемоги Мухаммада Ґорі над раджпутським царем Прітхвіраджом Чауханом у 1192 році нашої ери його тодішнім віце-королем Кутб-уд-діном Айбаком, пізніше першим султаном династії Мамлюків. Його будівництво також ознаменувало початок мусульманського панування в Індії. Він був побудований із використанням червоного пісковику та мармуру. Написи повідомляють, що 27 індуїстських і джайнських храмів були знесені та використані для його створення. Навіть сьогодні Кутб залишається однією з найважливіших «Веж Перемоги» в ісламському світі. Однак Айбак міг побудувати лише перший поверх, тому нижній поверх рясніє хвалебними словами Мухаммаду Горі. Наступні три поверхи добудував його зять і наступник Ілтутмиш. У мінарет вперше влучила блискавка в 1368 році нашої ери, яка знесла його верхній поверх, після чого він був замінений існуючими двома поверхами Фірозом Шахом Туглаком, пізнішим султаном Делі з 1351 по 1388 роки, і облицьований білим мармуром і пісковиком, що посилює характерний строкатий вигляд мінарету, як видно на нижніх трьох поверхах. Таким чином, структура демонструє помітну варіацію в архітектурних стилях від Айбака до династії Туглак. Усередині є складне різьблення віршів із Корану.
Мінарет виготовлений із численними накладеними один на одного фланцевими та циліндричними валами всередині та канелюрами зовні, у яких 40 см завтовшки шпон із червоного та жовтого пісковику; усе оточене смугами складного різьблення в куфічному стилі ісламської каліграфії, що надає мінарету вигляду зв'язаних рис. Він стоїть біля мечеті Куватул, і арабський напис свідчить про те, що він міг бути побудований, щоб слугувати місцем для муедзина, який скликав віруючих на намаз. Також знаменує прогрес в епоху, це поява написів жирним і скорописом сулюс каліграфії на Кутб Мінарі, що вирізняється штрихами, які потовщуються у верхній частині, порівняно з куфічною у попередній частині конструкції.
Написи також вказують на подальший ремонт султаном Сікандаром Лоді в 1503 році, коли в нього знову вдарила блискавка. У 1802 році купол на вершині був скинутий, і вся колона була пошкоджена землетрусом. Він був відремонтований майором Р. Смітом з королівських інженерів, який відновив Кутуб Мінар у 1823 році, замінивши купол чатрі в бенгальському стилі, який пізніше був видалений генерал-губернатором лордом Гардінґом у 1848 році, оскільки він виглядав недоречним, і зараз стоїть на зовнішніх галявинах комплексу, відомого як Каприз Сміта.
Після пригоди за участю школярів вхід до Кутуб-Мінар закритий для відвідувачів з 1981 року, тоді як археологічна зона Кутуб залишається відкритою для відвідування. У 2004 році на мінарет було встановлено сейсмічні монітори, які виявили, що під час землетрусу в Делі у 2005 році немає пошкоджень або значних поштовхів. Причиною цього було названо використання вапняного розчину та бутової кладки, яка поглинає поштовхи; він також побудований на кам'янистому ґрунті, який додатково захищає його під час землетрусів.

## Мечеть Кувват-уль-Іслам

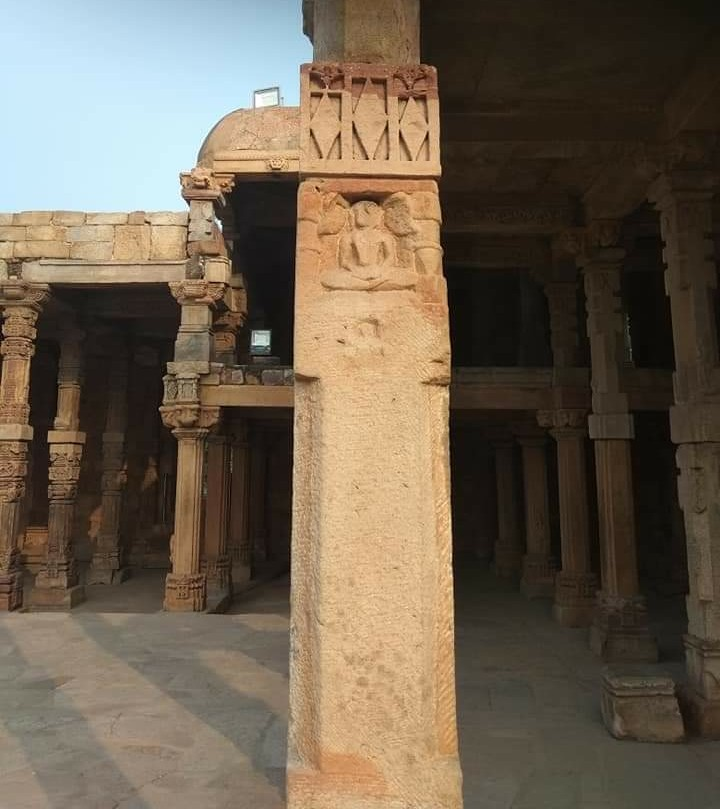
Стародавні руїни двадцяти семи джайнських та індуїстських храмових комплексів, над якими була побудована мечеть біля Кутуб Мінар

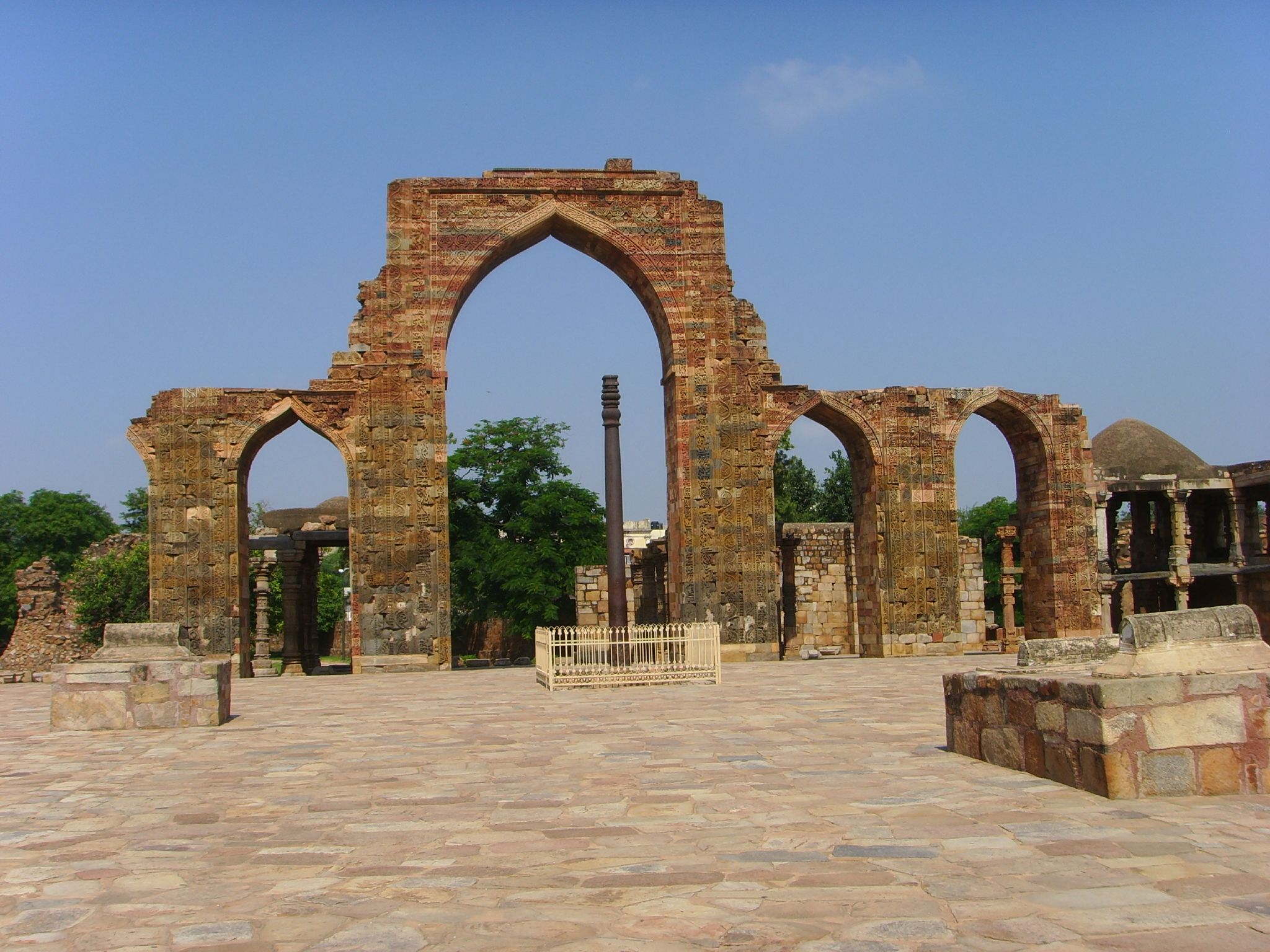
Мечеть Кувват-уль-Іслам (або «Могутність ісламу»), заснована в 1193 році нашої ери Кутб-уд-діном-Айбаком на честь його перемоги над раджпутами

Кувват-уль-Іслам (араб. قوة الإسلام, досл. «Might of Islam» ' Могутність ісламу ') мечеть, також відома як мечеть Кутуб або Велика мечеть Делі, була побудована на замовлення Кутб ад-Діна Айбека, засновника династії мамлюків або рабів, і побудована з використанням сполій із 27 храмів. Вона була побудована на місці великого храму, розташованого в центрі цитаделі.
'The conqueror entered the city and its vicinity was freed from idols and idol-worship; and in the sanctuaries of the images of the gods, mosques were raised by the worshippers of the one God.'— Quṭb al-Dīn Aibak's chronicler, Hasan Nizami, Taj-ul-Maasir
Це була перша мечеть, побудована в Делі після ісламського завоювання Індії, і найстаріший збережений зразок архітектури Гурідів на Індійському субконтиненті. Будівництво цієї Джума-мечеті (конгрегаційної мечеті) почалося в 1193 році нашої ери, коли Айбак був командувачем гарнізону Мухаммада Ґорі, який окупував Делі. Щоб залишити відбиток своєї релігії на новій території, Айбак вирішив звести мечеть, яка втілює могутність ісламу, і вибрав своє місце, серце захопленої раджпутської цитаделі Кіла-Рай-Пітхора. Кутб-Мінар був побудований одночасно з мечеттю, але, здається, є окремою спорудою, побудованою як «Мінарет Джамі Масджид», щоб муедзин здійснював азан, заклик до молитви, а також як кутб, вісь або полюс ісламу. За стилем і дизайном вона нагадує мечеть Адхай Дін Ка Джонпра або Аджмер в Аджмері, Раджастхан, також побудовану Айбаком у той же час, також побудовану шляхом знесення попередніх храмів і санскритської школи на цьому місці.

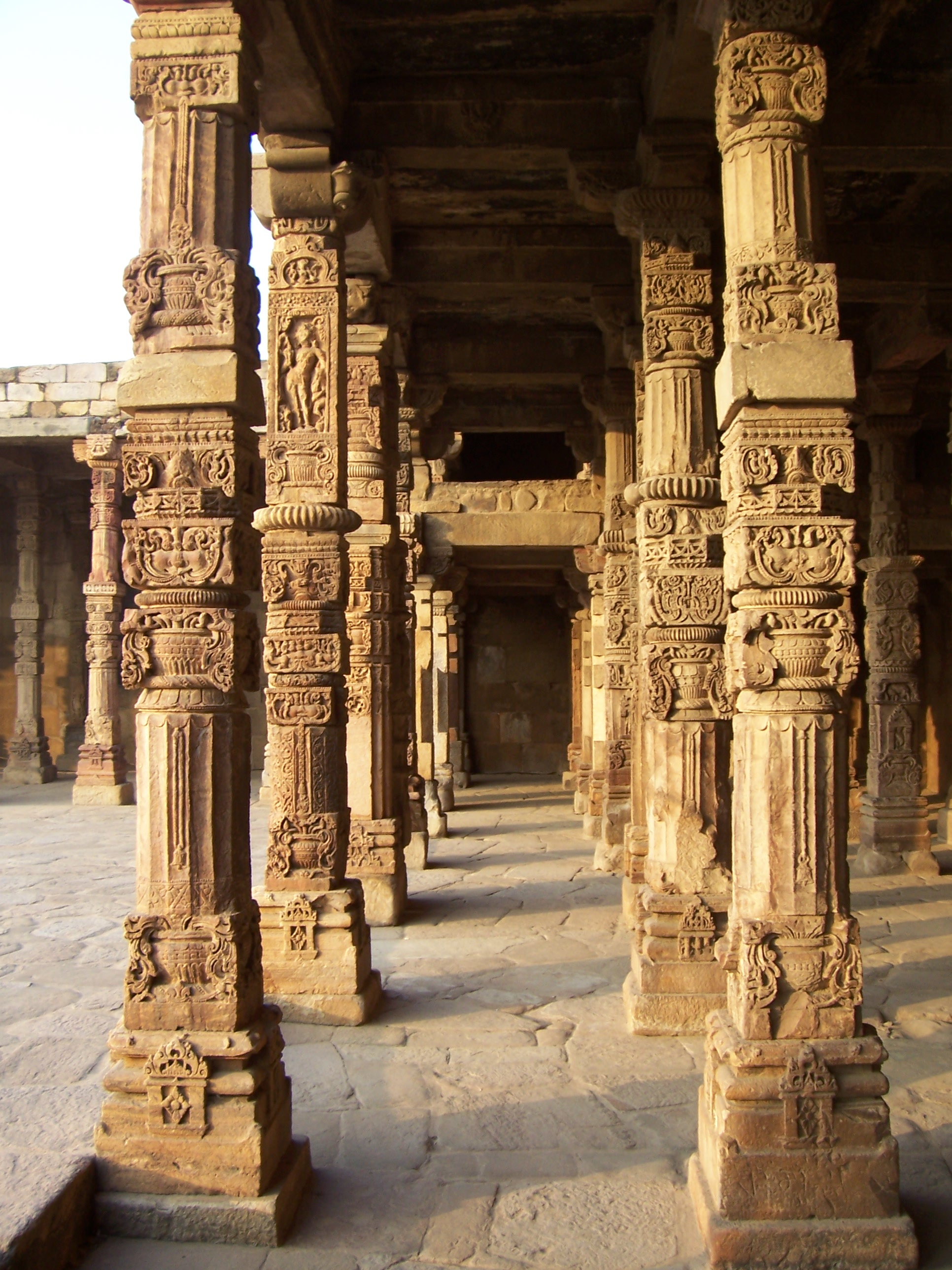
Складне різьблення по каменю на колонах клуатру в мечеті Кувват уль-Іслам, комплекс Кутб, Делі — індуїстські колони з індуїстською іконографією

Ібн Баттута, арабський мандрівник 14-го століття, розповідає про місце, обране Айбаком для будівництва мечеті, перед захопленням Делі це був індуїстський храм, який індуси називали elbut-khana, але після цієї події його використовували як мечеть". Археологічне управління Індії стверджує, що мечеть була зведена на руїнах храму і, крім того, вона також була побудована з матеріалів, взятих з інших зруйнованих храмів, факт, зафіксований на головному східному вході. Відповідно до перського напису, який все ще є на внутрішній східній брамі, мечеть була побудована з частин, відібраних у результаті знищення двадцяти семи індуїстських храмів побудованих раніше за часів правління Томарів і Прітхвірадж Чаухана, і залишивши деякі частини храму за межами власне мечеті. Історичні записи, зібрані мусульманським істориком Мауланою Хакімом Саїдом Абдул Хаєм, засвідчують іконоборство Кутб-уд-діна Айбака. Ця модель іконоборства була поширеною під час його правління. Деякі середньовічні мусульманські історики та мандрівники часто приписували будівництво комплексу мамлюкському султану Ілтутмишу, а не Кутб уд-Діну Айбаку, як прийнято вважати. Ібн Батута також стверджує, що біля східної брами мечеті були два дуже великі мідні ідоли, з'єднані між собою камінням. Кожен, хто виходив з мечеті, топтався через них.
Мечеть є однією з найдавніших існуючих мечетей в Індії. Первісні розміри мечеті мали внутрішнє подвір'я розміром 43 м (141 фут) на 33 м (108 фут). Молитовний зал, розташований на заході, має розміри 45 м (148 фут) на 12 м (39 фут). Мечеть має сірі колонади з сірого каменю з трьома лаврами на сході та двома лаврами глибоко на півночі та півдні. Упродовж 1296 року мечеть була розширена, коли її розміри на півночі та півдні були збільшені на 35 м (115 фут). Знаменитий залізний стовп розташований на кам'яному тротуарі перед ним, а Кутб-Мінар розташований на захід від головного входу. Центральна арка мечеті має форму гага і має розмір 6,5 м (21 фут) завширшки та 16 м (52 фут) заввишки. Бічні арки меншого розміру. Екран виліплений релігійними текстами та квітковими візерунками. Десаї вважає, що мечеть була побудована не в науковому стилі, а в стилі Корбель, про що вказують варіації у візерунку арок.
Мечеть побудована на піднесеному та брукованому подвір'ї розміром 141 фут (43 м) × 105 фут (32 м), оточений клуатрами з колонами, добудованими Ілтутмишем між 1210 і 1220 роками н. е. Кам'яна перегородка між молитовним залом і внутрішнім подвір'ям, що сягала 16 метрів заввишки, була додана в 1196 р. н. е., арки з конусами мали арабські написи та мотиви. Для входів на подвір'я також використовуються ошатні мандапні куполи з храмів, колони яких широко використовуються по всій будівлі, а також у святилищі за високими арочними екранами. Те, що сьогодні збереглося від святилища на західному боці, — це арочні екрани між ними, які колись вели до ряду проходів із низькими куполоподібними стелями для вірян. Розширення мечеті тривало і після смерті Кутба. Наступник Кутбуддіна Ілтутмиш розширив первісний екран молитовного залу ще на три арки. До часів Ілтутмиша імперія мамлюків настільки стабілізувалася, що султан міг замінити більшість своїх призовних індуїстських каменярів на мусульман. Це пояснює, чому арки, додані за Ілтутмиша, стилістично більш ісламські, ніж ті, що зведені за правління Кутба, також тому, що використаний матеріал не був із зруйнованих храмів. Деякі доповнення до мечеті також були зроблені Алауддіном Хілджі, включаючи Алай Дарваза, офіційний вхід до мечеті з червоного пісковику та білого мармуру та подвір'я на схід від мечеті в 1300 році нашої ери.
Наразі мечеть перебуває в руїнах, але серед ісламських архітектурних споруд можна побачити місцеве хибне склепіння, квіткові мотиви та геометричні візерунки. На захід від мечеті Кувват уль-Іслам розташована гробниця Ілтутмиша, яка була побудована монархом у 1235 р.

## Залізний стовп

Залізна колона в комплексі Кутб

Залізний стовп є однією з найбільших світових металургійних цікавинок. Стовп заввишки 7,21 метра і вагою понад шість тонн спочатку був встановлений Чандрагуптою II Вікрамадітією (375—414 рр. н. е.) перед комплексом храму Вішну в Удаягірі приблизно в 402 р. н. е., а пізніше Анангпалом у 10 столітті н. Анангпал побудував тут храм Вішну і хотів, щоб ця колона була частиною цього храму.
Орієнтовна вага декоративного дзвона стовпа 646 кг, а вага основного тіла 5,865 кг, таким чином весь стовп важить 6,511 кг. На колоні є напис на санскриті шрифтом Брахмі, датований 4 століттям нашої ери, який вказує на те, що колона була встановлена як Вішнудгваджа, прапор бога, на пагорбі, відомому як Вішнупада, на пам'ять про могутнього царя на ім'я Чандра, якого, як вважають, Чандрагупта II. Глибока розетка на верхній частині цієї вишуканої капітелі свідчить про те, що, ймовірно, у ній було закріплено зображення Ґаруди, що часто зустрічається на таких флагштоках.

## Могили

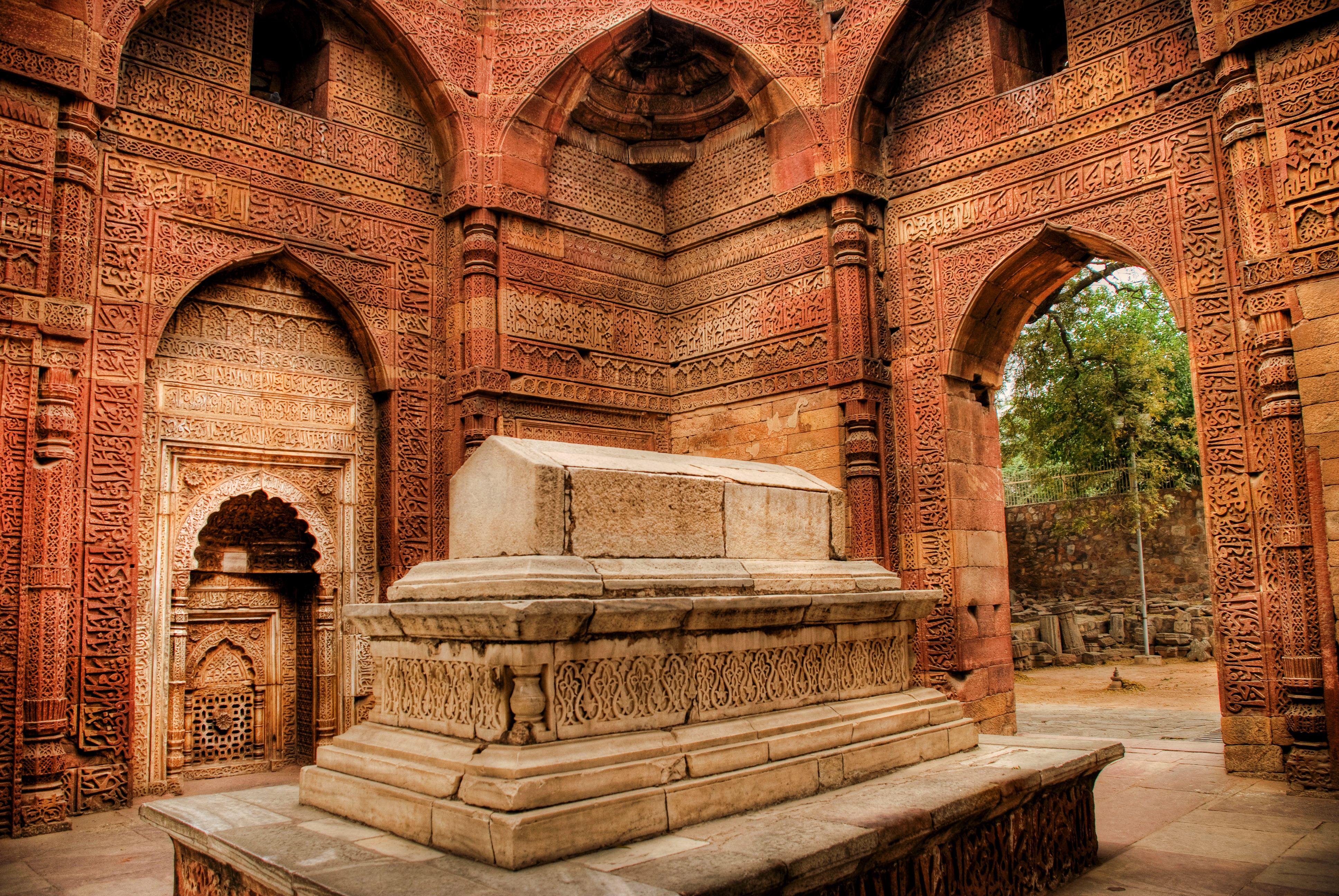
Гробниця Ілтутмиша

### Гробниця Ілтутмиша
Гробниця правителя Делійського султанату Ілтутмиша, другого султана Делі (правління 1211—1236 рр. н. е.), побудована в 1235 р. н. е., також є частиною комплексу Кутб-Мінар у Меграулі, Нью-Делі. Центральна камера має висоту 9 метрів. кв. і має тромпи, що свідчить про існування купола, який із тих пір зруйнувався. Головний кенотаф із білого мармуру розташований на підвищенні в центрі камери. Фасад відомий своїм вишуканим різьбленням, як на вході, так і на внутрішніх стінах. Внутрішня західна стіна має молитовну нішу (міхраб), оздоблену мармуром, і багате поєднання індуїстських мотивів з ісламською архітектурою, таких як дзвін і ланцюг, китиця, лотос, діамантові емблеми.
У 1914 році під час розкопок Гордона Сандерсона з Археологічної служби Індії (ASI) була виявлена могильна камера. Із північного боку гробниці 20 сходинок ведуть вниз до власне усипальниці.

### Могила імама Заміна

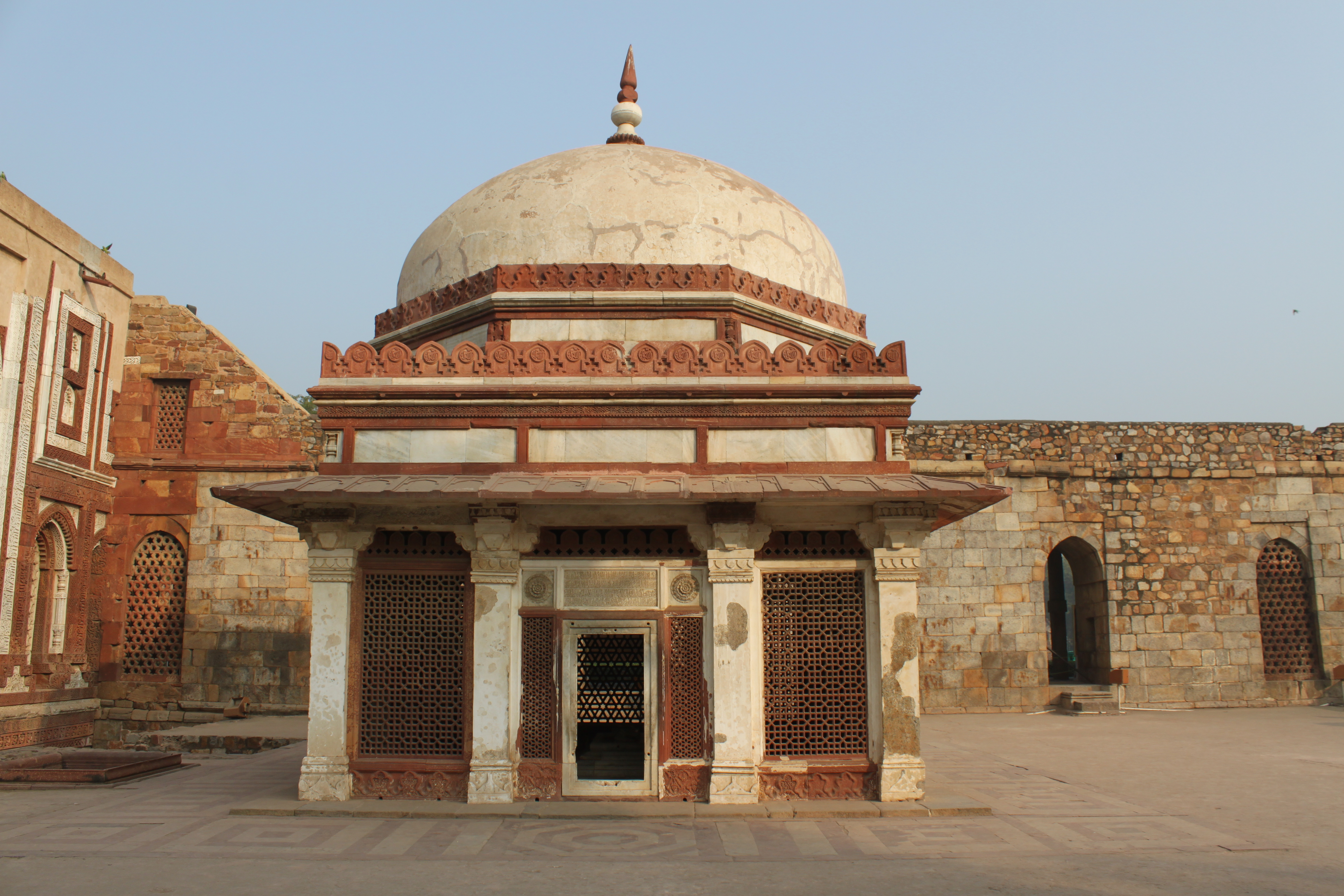
Могила імама Заміна

Могила Імама Заміна — гробниця 16-го століття, розташована в комплексі Кутб Мінар, Мехраулі, Делі в Індії. Тут розташована могила Мохаммеда Алі (в народі відомого як Імам Замін), ісламського священнослужителя, який мігрував із Туркестану до Індії під час правління Сікандара Лоді. Гробниця була побудована самим Алі під час правління імператора Великих Моголів Гумаюна. Ця могила не має жодного відношення до інших пам'яток комплексу.

## Могила та медресе Ала-уд-діна Хілджі

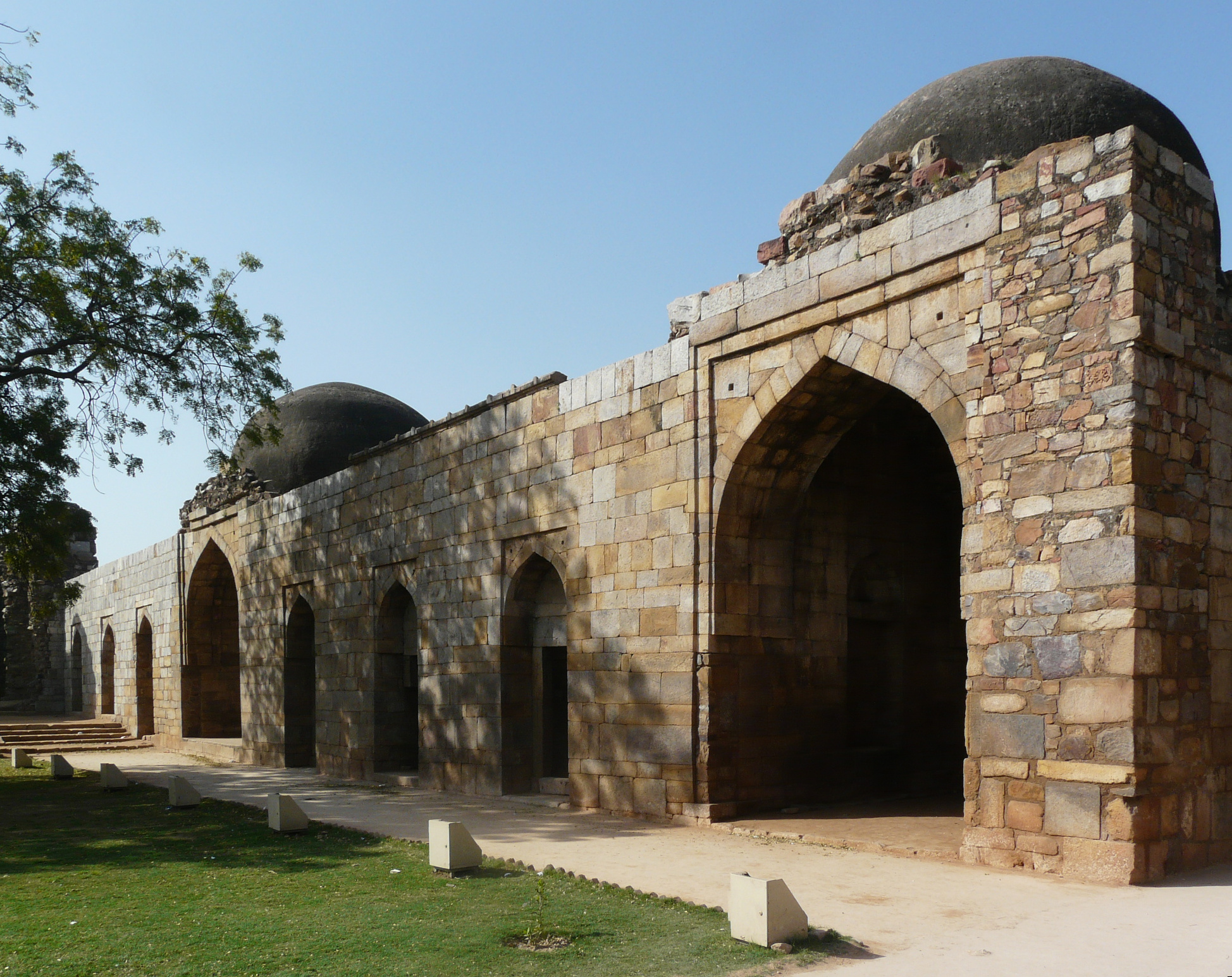
Медресе Алауддіна Хілджі, де також є його гробниця на півдні, приблизно 1316 р. н. е.

У задній частині комплексу, на південний захід від мечеті, стоїть L-подібна споруда, що складається з гробниці Алауддіна Хілджі, датованої приблизно 1316 р. н. е., і медресе, ісламської семінарії, побудованої ним. Хілджі був другим султаном Делі з династії Хілджі, яка правила з 1296 по 1316 рік нашої ери.
Центральна кімната будівлі, у якій є його могила, зараз втратила свій купол, хоча багато кімнат семінарії чи коледжу залишилися недоторканими і з тих пір були відреставровані. Було дві невеликі камери, з'єднані з гробницею проходами з обох боків. Фергюссон у своїй книзі припустив існування на захід від гробниці семи кімнат, дві з яких мали куполи та вікна. Залишки будівлі гробниці свідчать про те, що з південного та західного боків будівлі гробниці було відкрите подвір'я, а одна кімната на півночі слугувала входом.
Це був перший в Індії зразок гробниці, що стоїть поруч із медресе. Поруч стоїть Алай-Мінар, амбітна вежа, яку він почав будувати, щоб конкурувати з Кутб-Мінар, хоча він помер, коли був побудований лише перший поверх, а потім будівництво було припинено. Зараз він стоїть на північ від мечеті.
Могила в дуже занедбаному стані. Уважається, що тіло Ала-уд-діна було привезено до комплексу з Сірі та поховано перед мечеттю, яка була частиною медресе, що прилягала до гробниці. Фіроз Шах Тугхлак, який займався ремонтом комплексу гробниць, згадав про мечеть у медресе.

## Алай Мінар із Хілджі

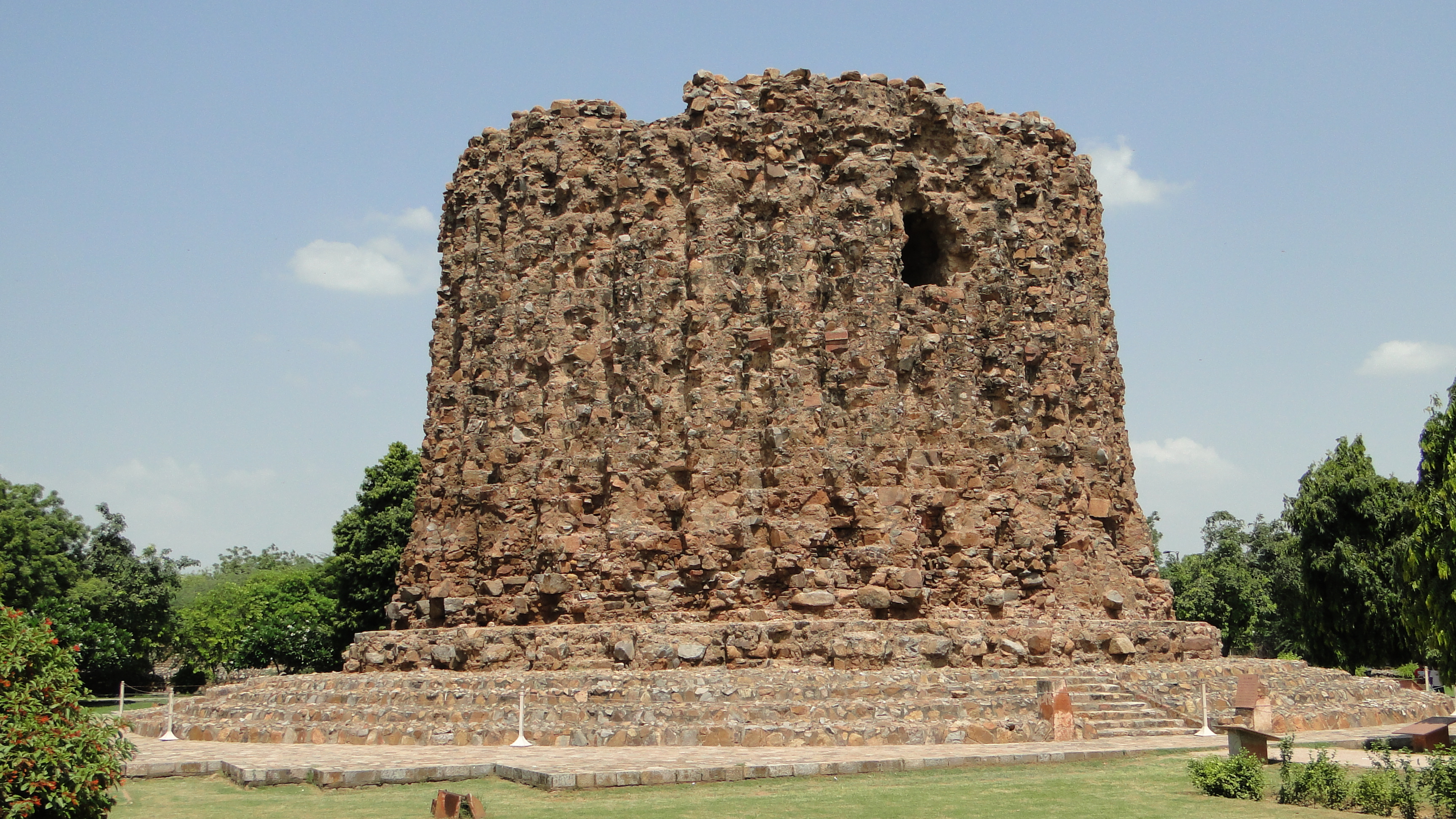
Алай Мінар

Алауддін Хілджі почав будувати Алай Мінар після того, як він подвоїв розмір мечеті Кувват уль-Іслам, побудованої до 1300 р. н. е. Він задумав, щоб ця вежа була вдвічі вищою за Кутб-Мінар у пропорції до збільшеної мечеті. Проте будівництво було залишено одразу після завершення будівництва 25-метрів-high (82 фут) ядро першого поверху; невдовзі після смерті Алауддіна в 1316 році, і ніколи не переймався його наступниками з династії Хілджі. Перший поверх Алай-Мінару, гігантське ядро з бутової кладки, все ще стоїть сьогодні, яке, очевидно, планувалося покрити тесаним каменем пізніше. Відомий суфійський поет і святий свого часу Амір Хусров у своїй праці «Таріх-і-Алай» згадує про наміри Ала-уд-діна розширити мечеть, а також побудувати ще один мінарет.

## Інші пам'ятки
Недалеко на захід від огорожі, в селі Меграулі, є могила Адхама-хана, який, згідно з легендою, довів прекрасну індуїстську співачку Роопматі до самогубства після захоплення Манду в Мадг'я-Прадеш. Коли Акбар І Великий був незадоволений ним через звинувачення в корупції та політичні розбіжності, Акбар особисто вдарив його і двічі змусив підняти з тераси у форті Агра, щоб забезпечити його смерть. Археологічний парк Меграулі всіяно кількома археологічними пам'ятками, зокрема гробницею Балбана, мечеттю та гробницею Джамалі Камалі.
У цьому районі є кілька літніх палаців Великих Моголів: Зафар-Магал, Джахаз Махал біля озера Хауз-і-Шамсі та гробниці пізніших імператорів Великих Моголів Індії всередині королівського корпусу біля даргагу суфійського святого Кутбуддіна Бахтіара Какі. Тут порожній простір між двома могилами, sargah, був призначений для останнього імператора Великих Моголів Індії Бахадура Шаха Зафара, який помер у вигнанні в Рангуні, Бірма, у 1862 році після його участі в повстанні Індії 1857 року. Також неподалік є мечеть Моті Масджид із білого мармуру.

## Галерея

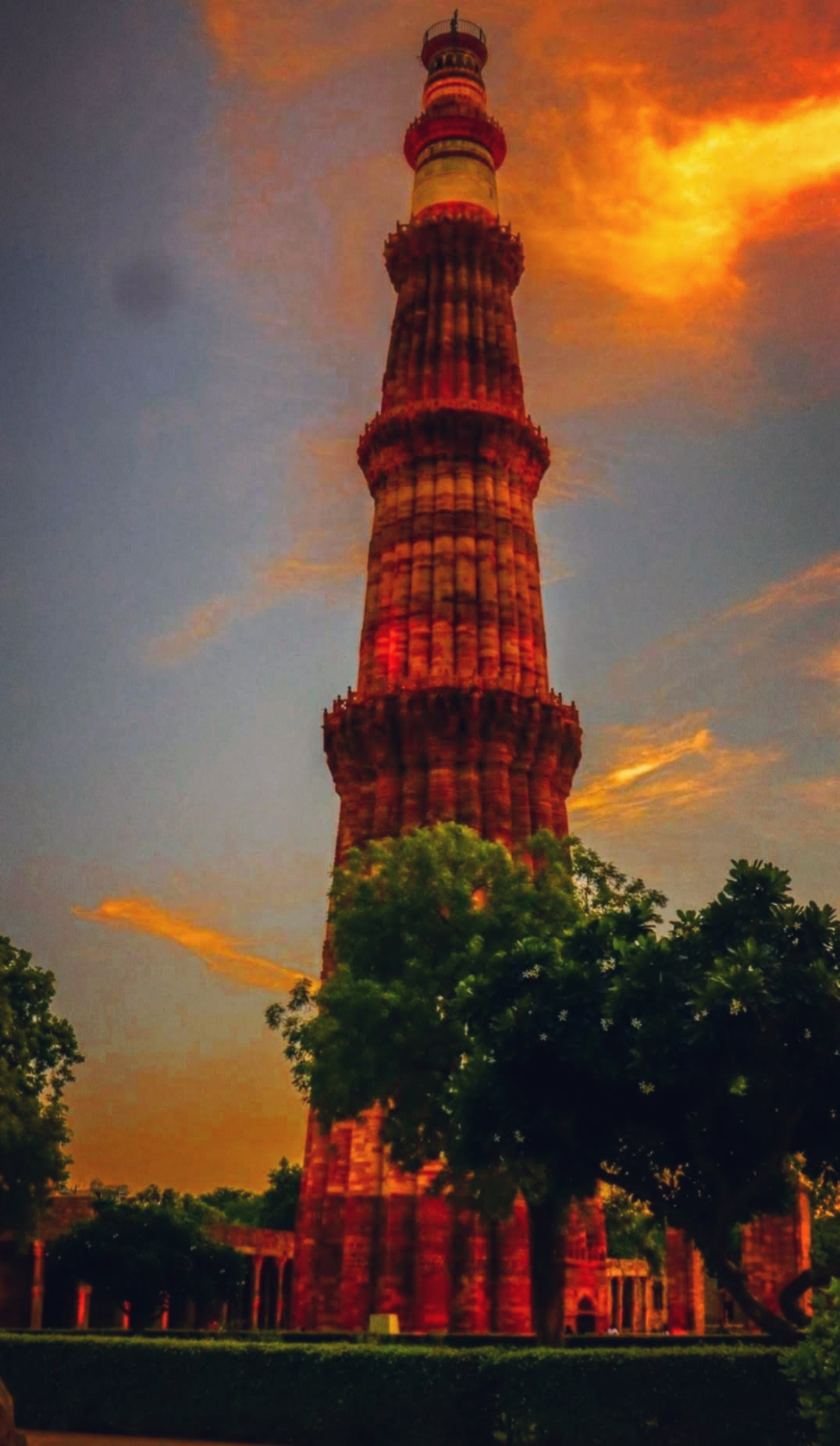
Кутб-Мінар
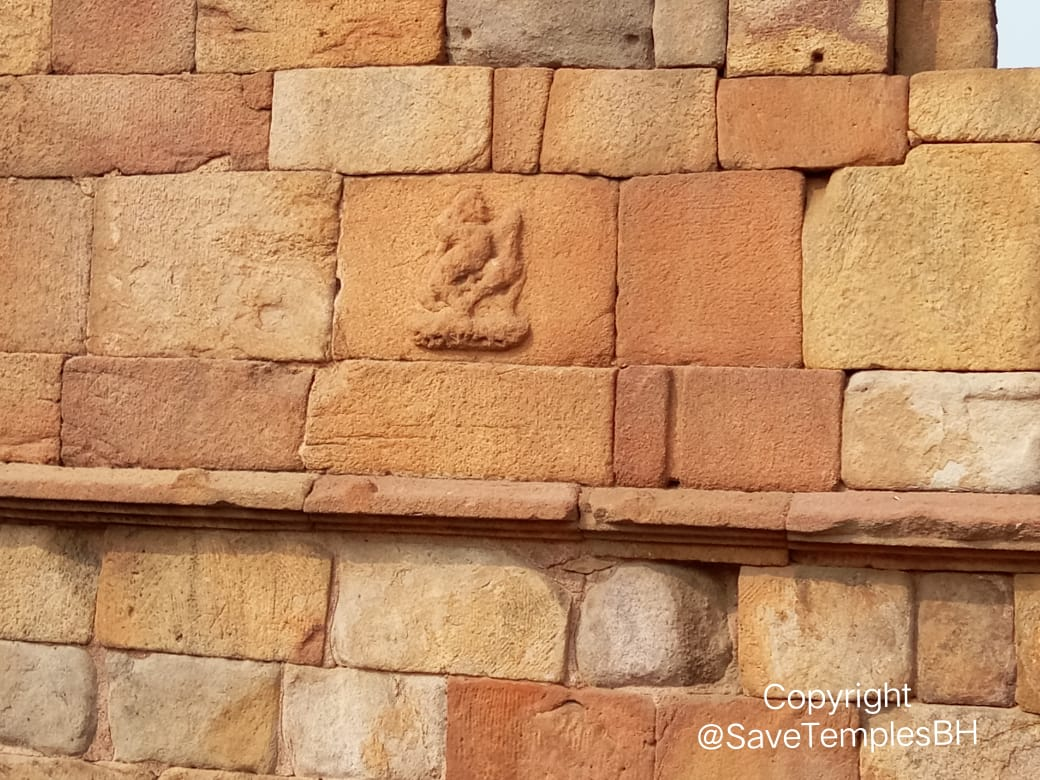
Залишки руїн індуїстського храму в Кутб-Мінар
Карта комплексу Кутб
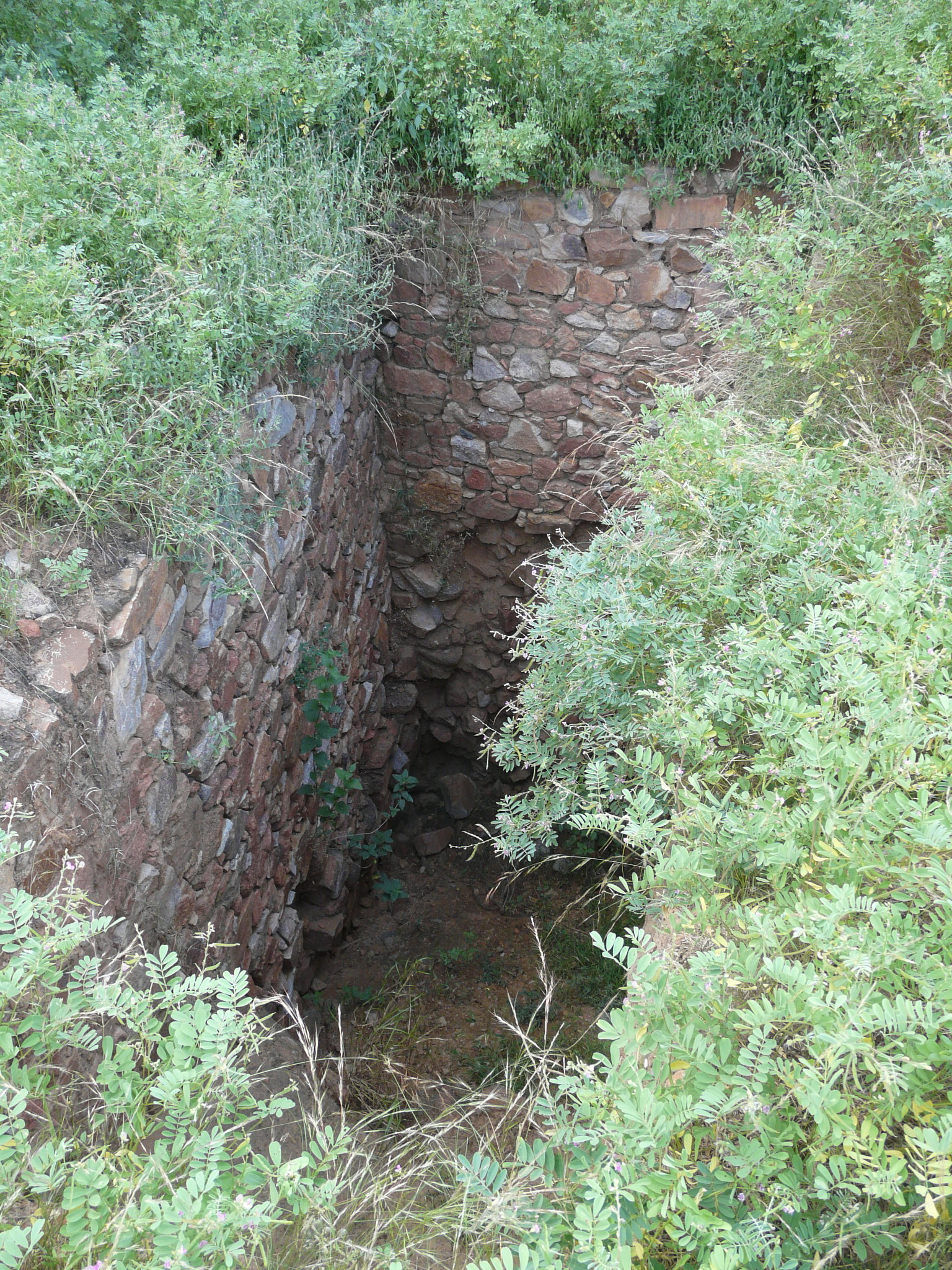
Руїни біля Кутб-Мінару
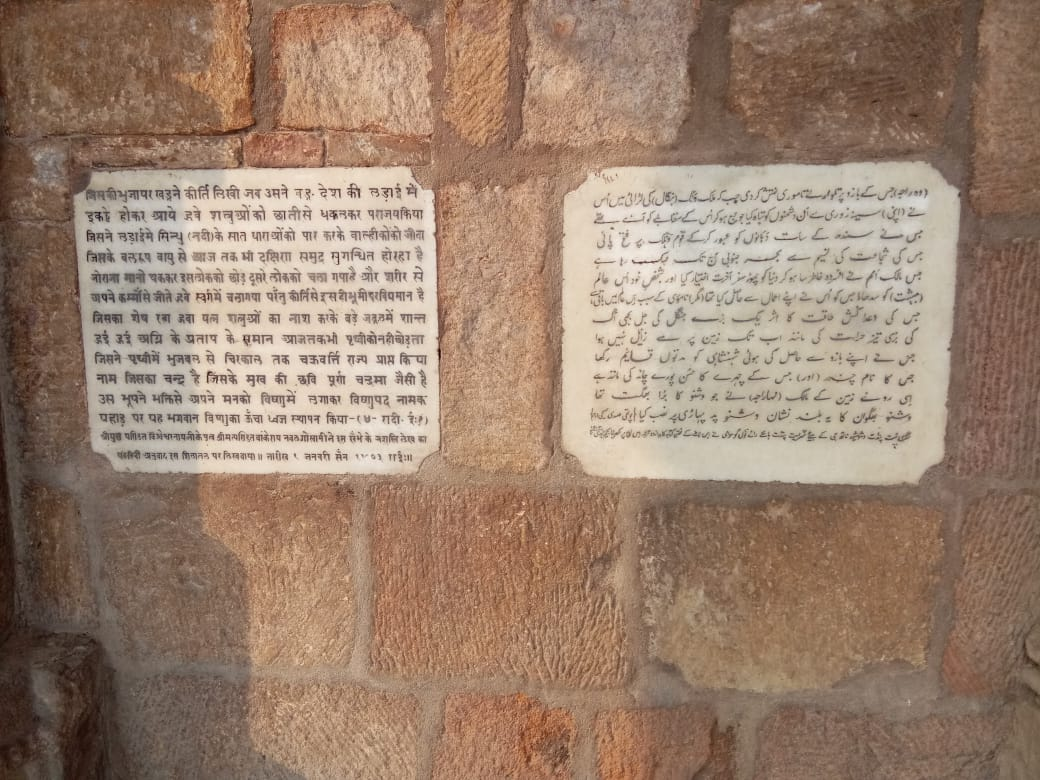
Переклад напису на залізному стовпі
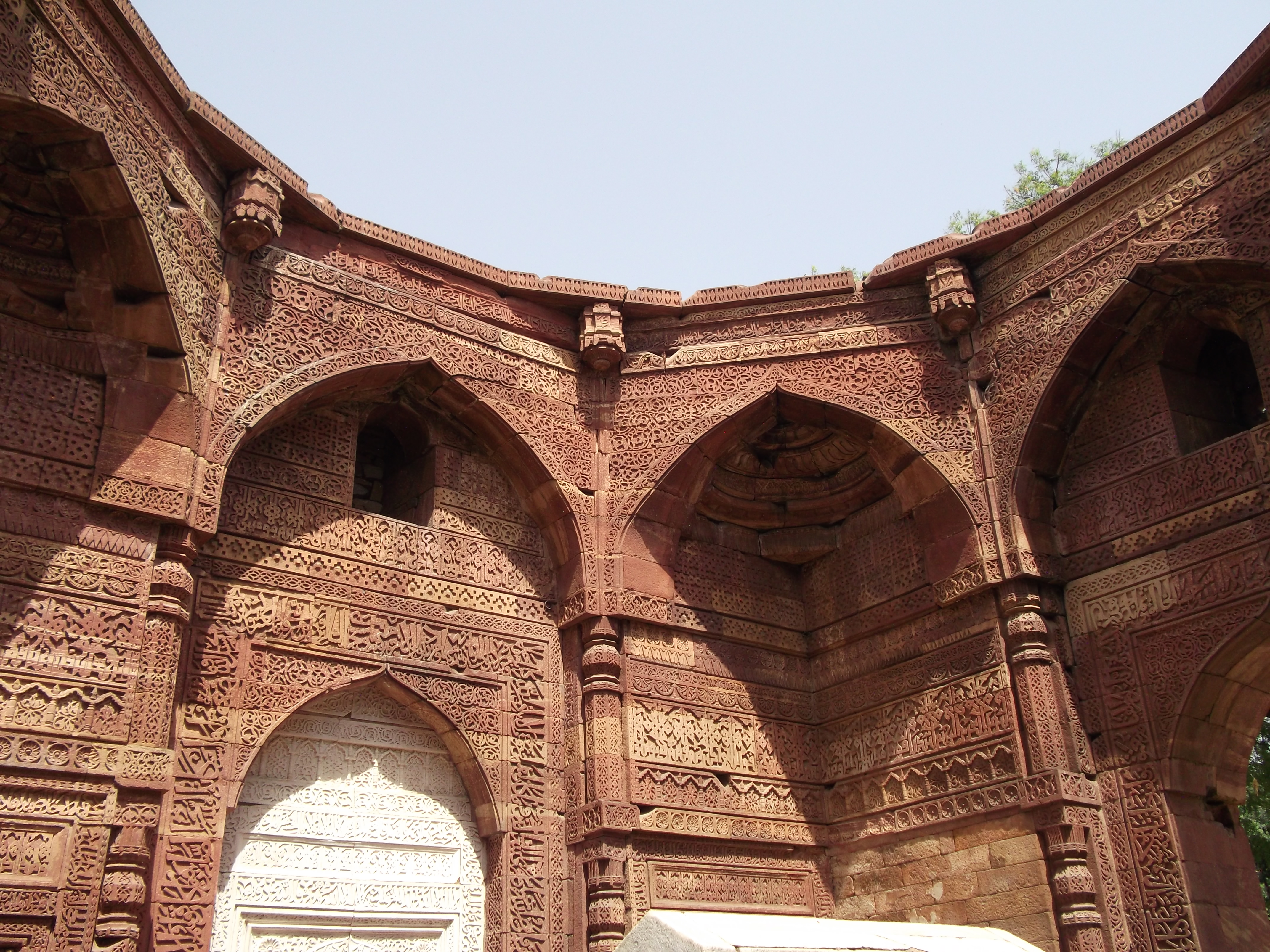
Гробниця Ілтутмиша
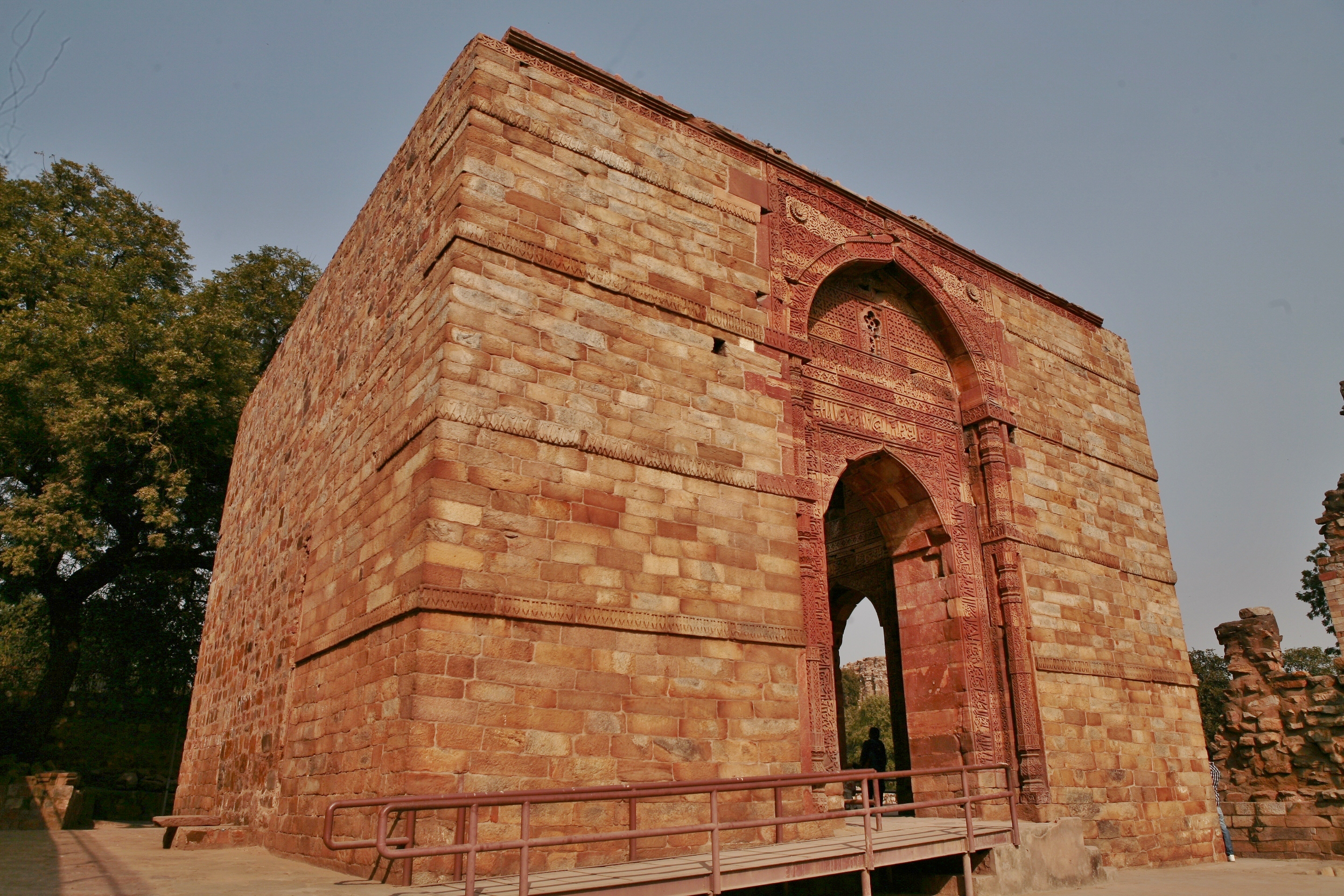
Гробниця Ілтутмиша
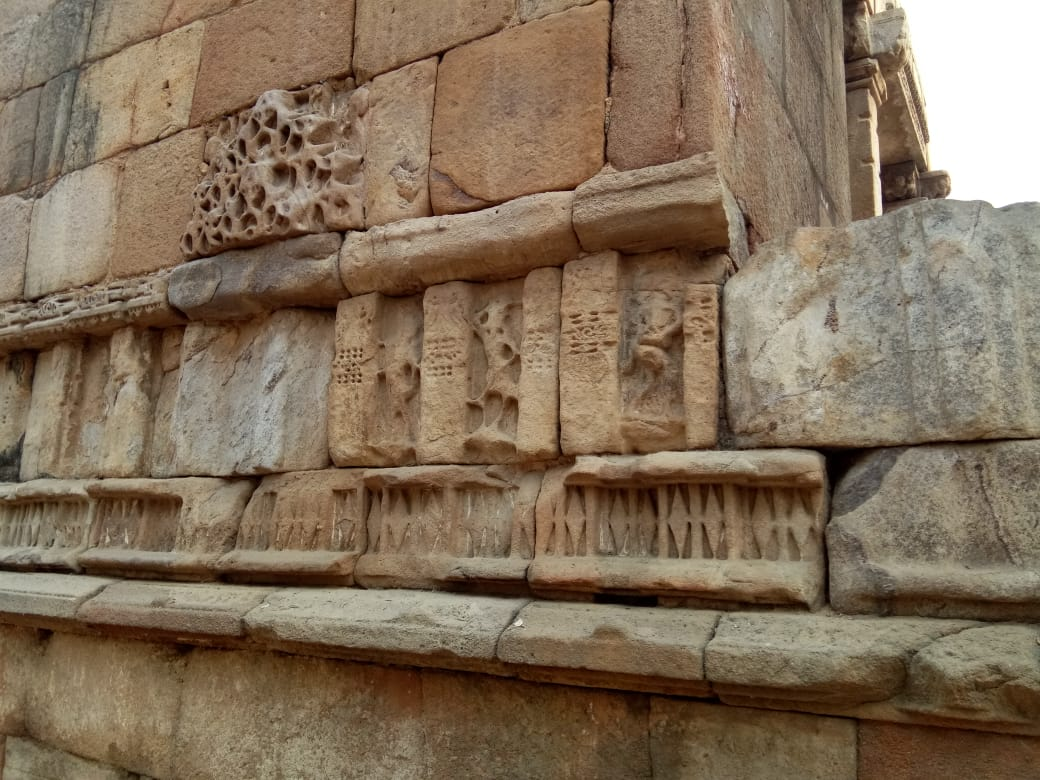
Руїни індуїстського храму в Кутб-Мінар
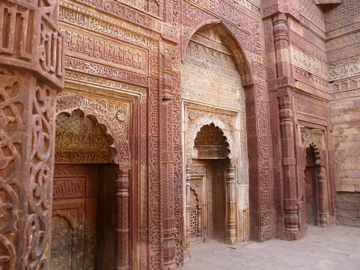
Інтер'єр гробниці Ілтутмиша
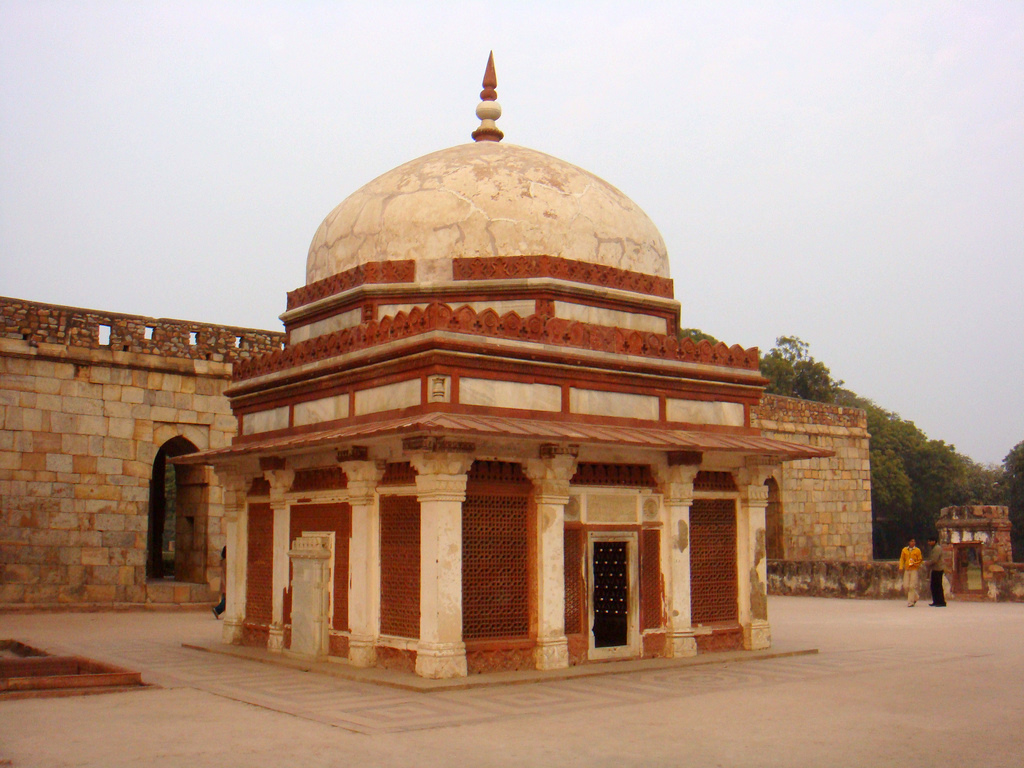
Могила імама Заміна, комплекс Кутб-Мінар
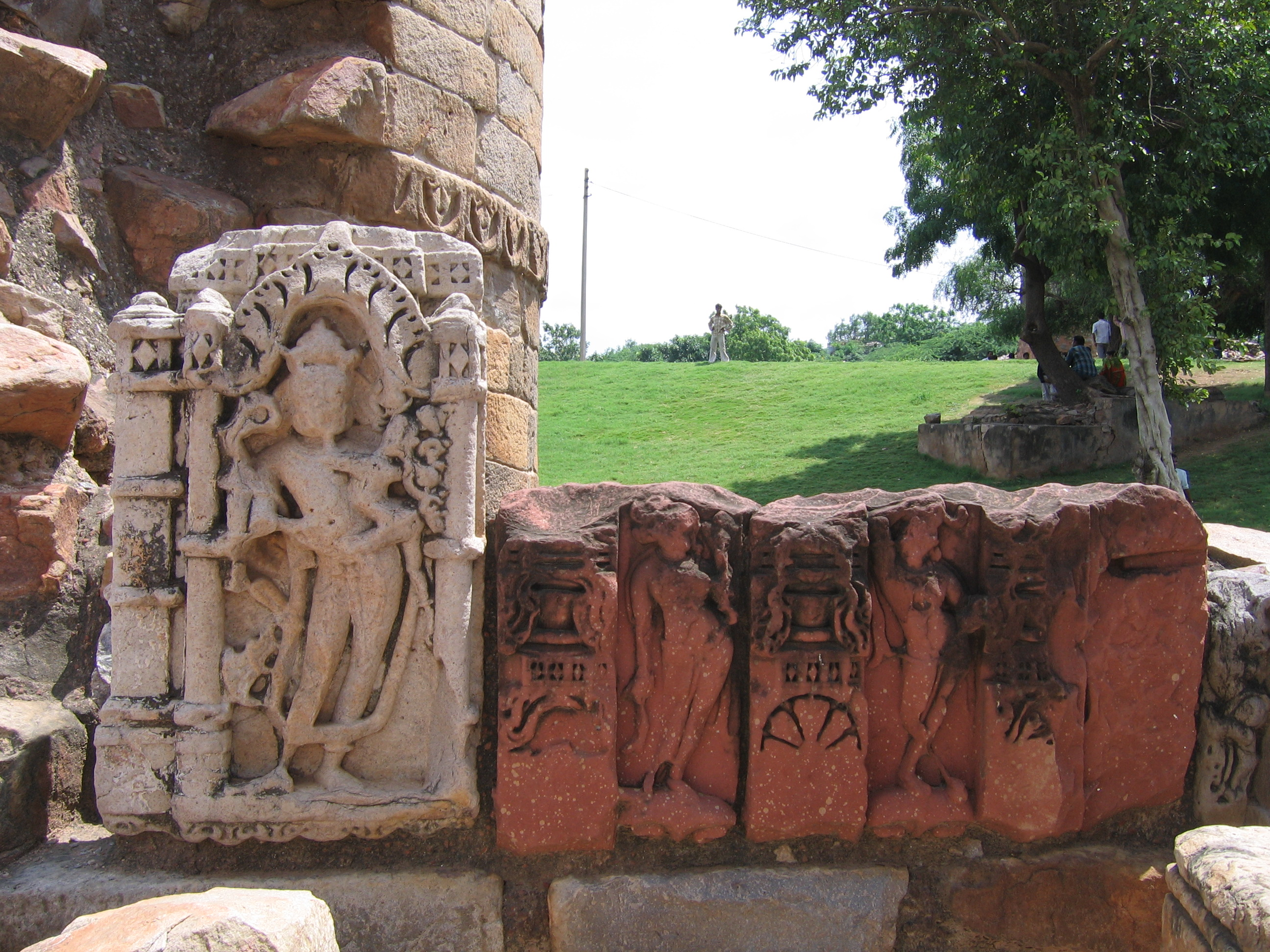
Статуї зі зруйнованих індуїстських храмів
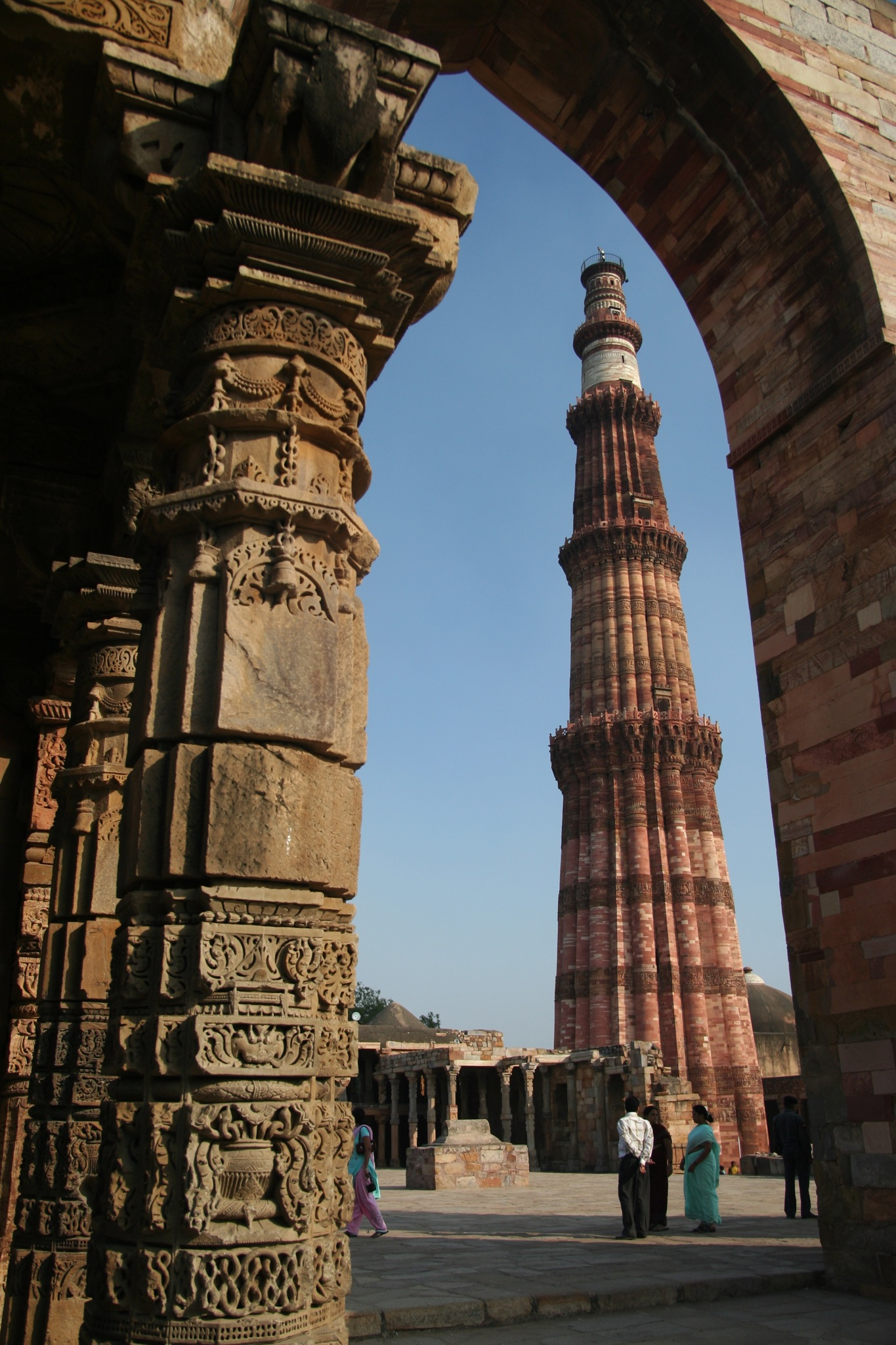
Вид на Кутб-Мінар
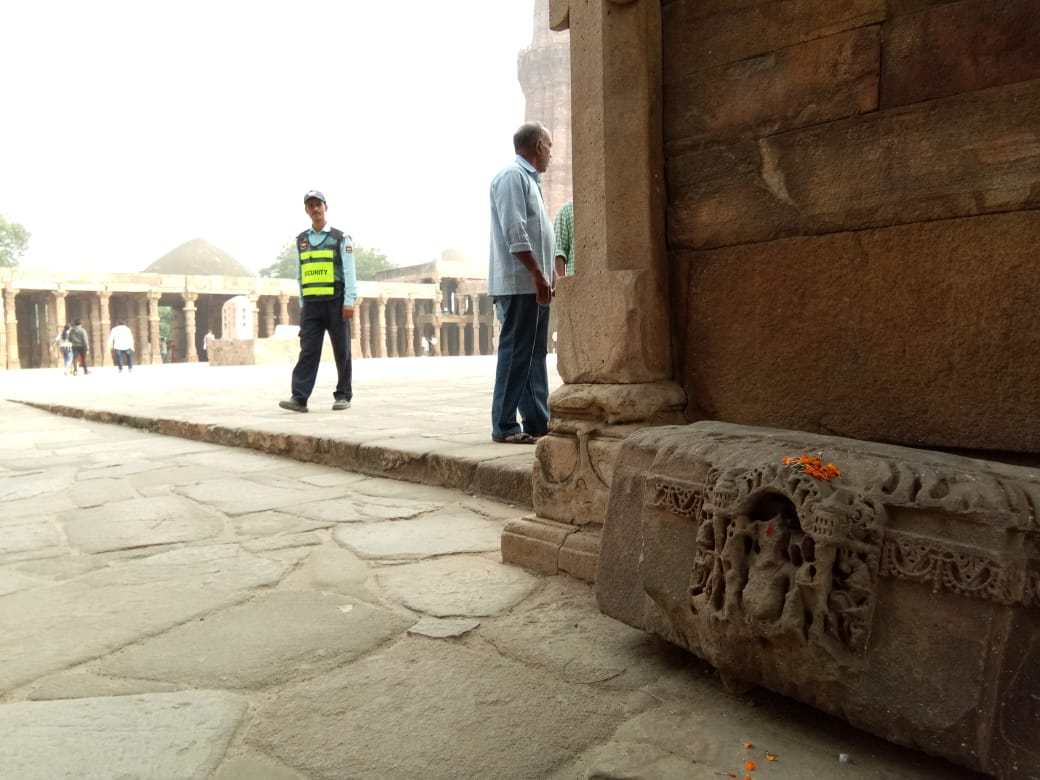
Статуя Ґанеші в Кутб-Мінарі
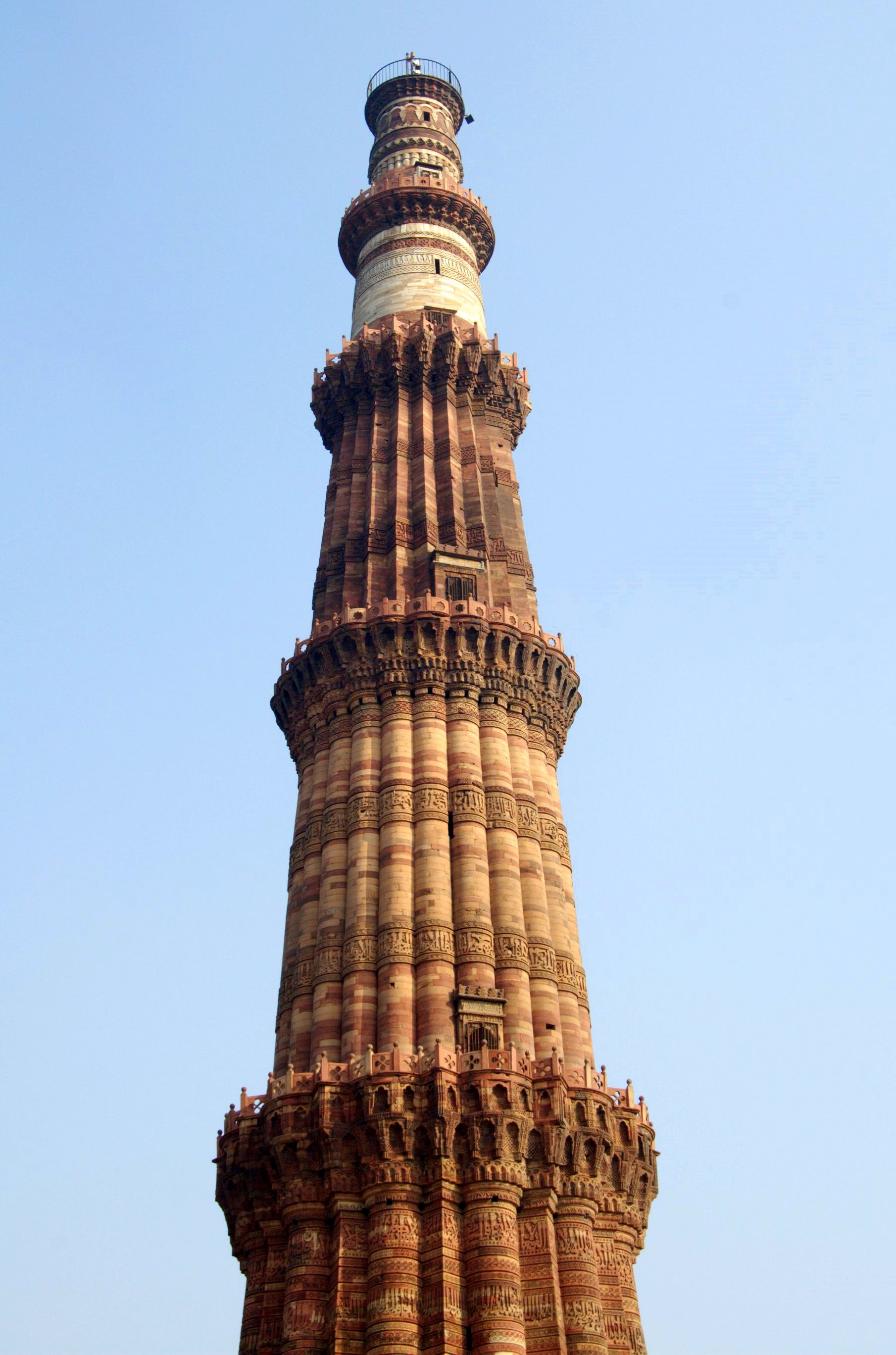
Верхні поверхи Кутб-Мінару з білого мармуру та пісковику
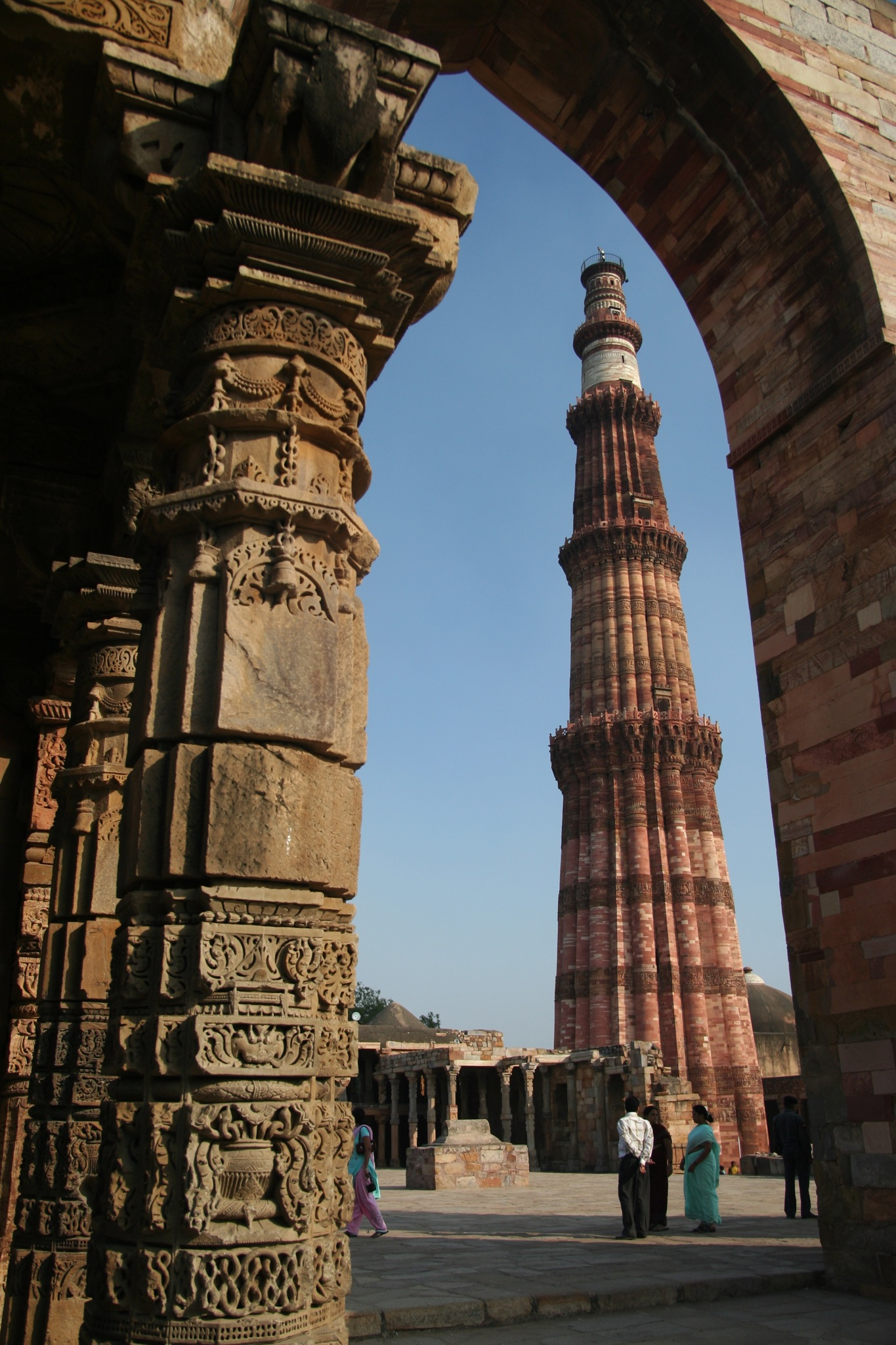
Інший вид на Кутб-Мінар із повторно використаною колоною індуїстського храму
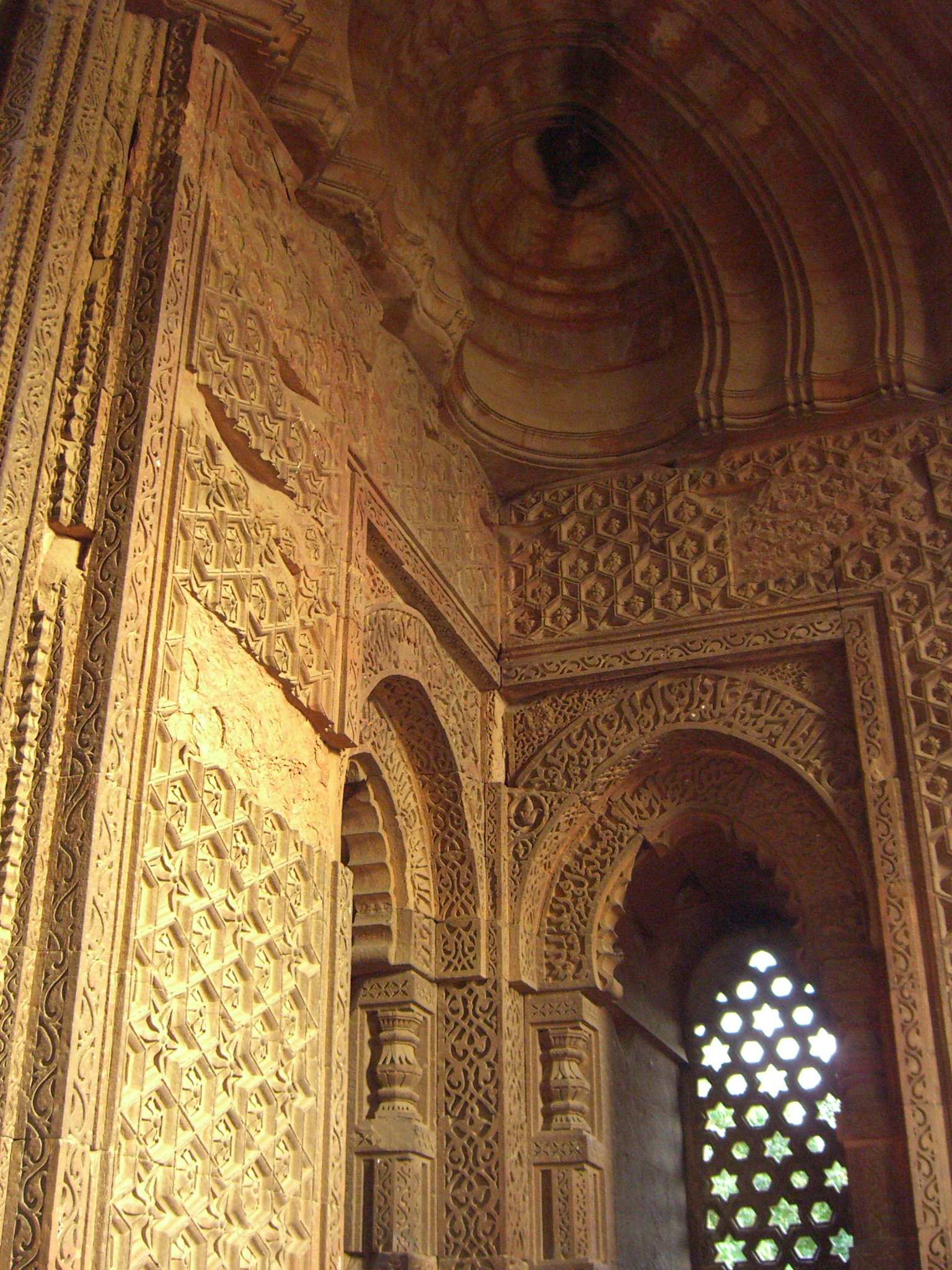
Інтер'єр Alai Darwaza, що нагадує дерев'яний орнамент, комплекс Кутб
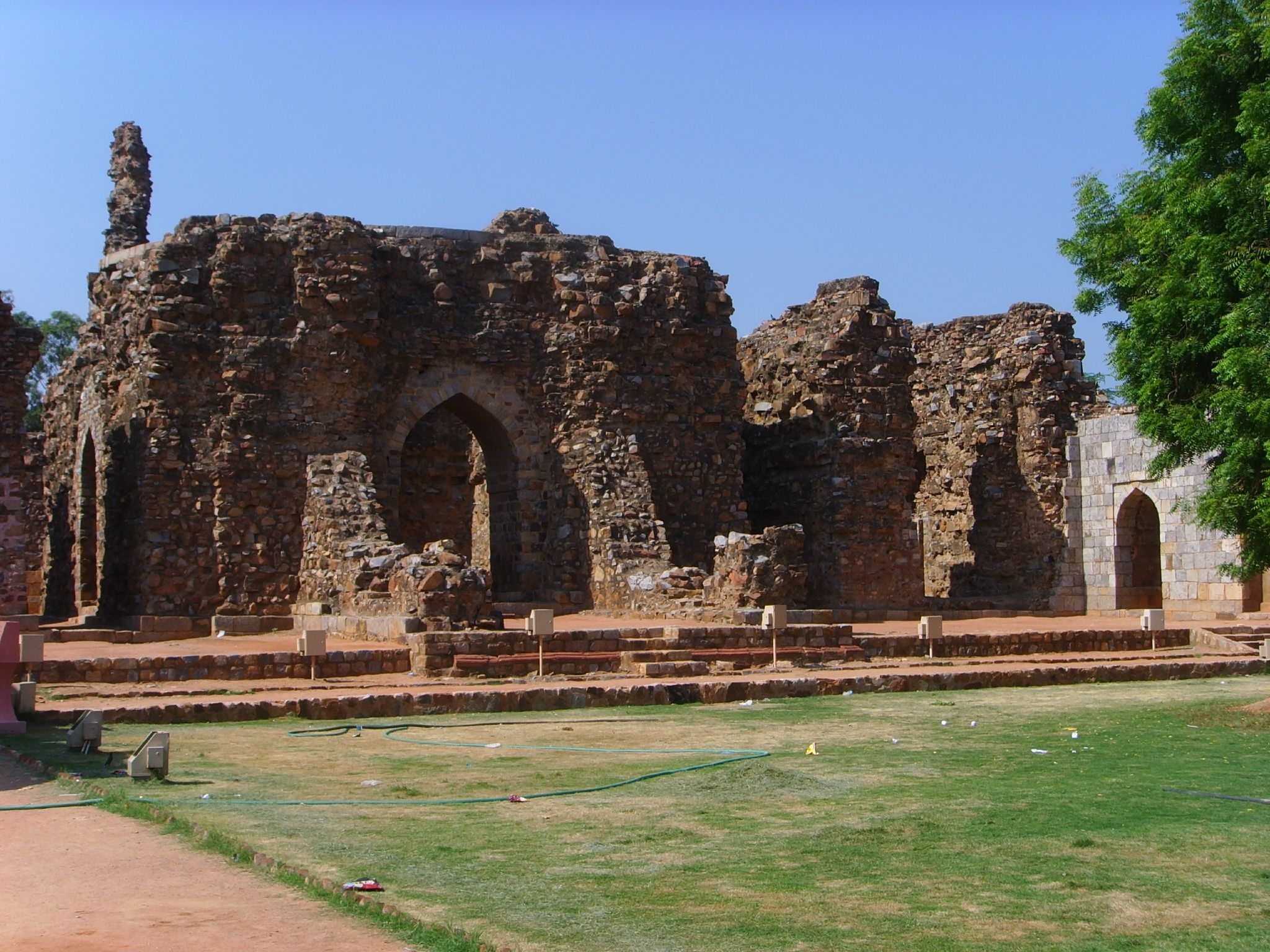
Могила Алауддіна Хілджі, комплекс Кутб-Мінар
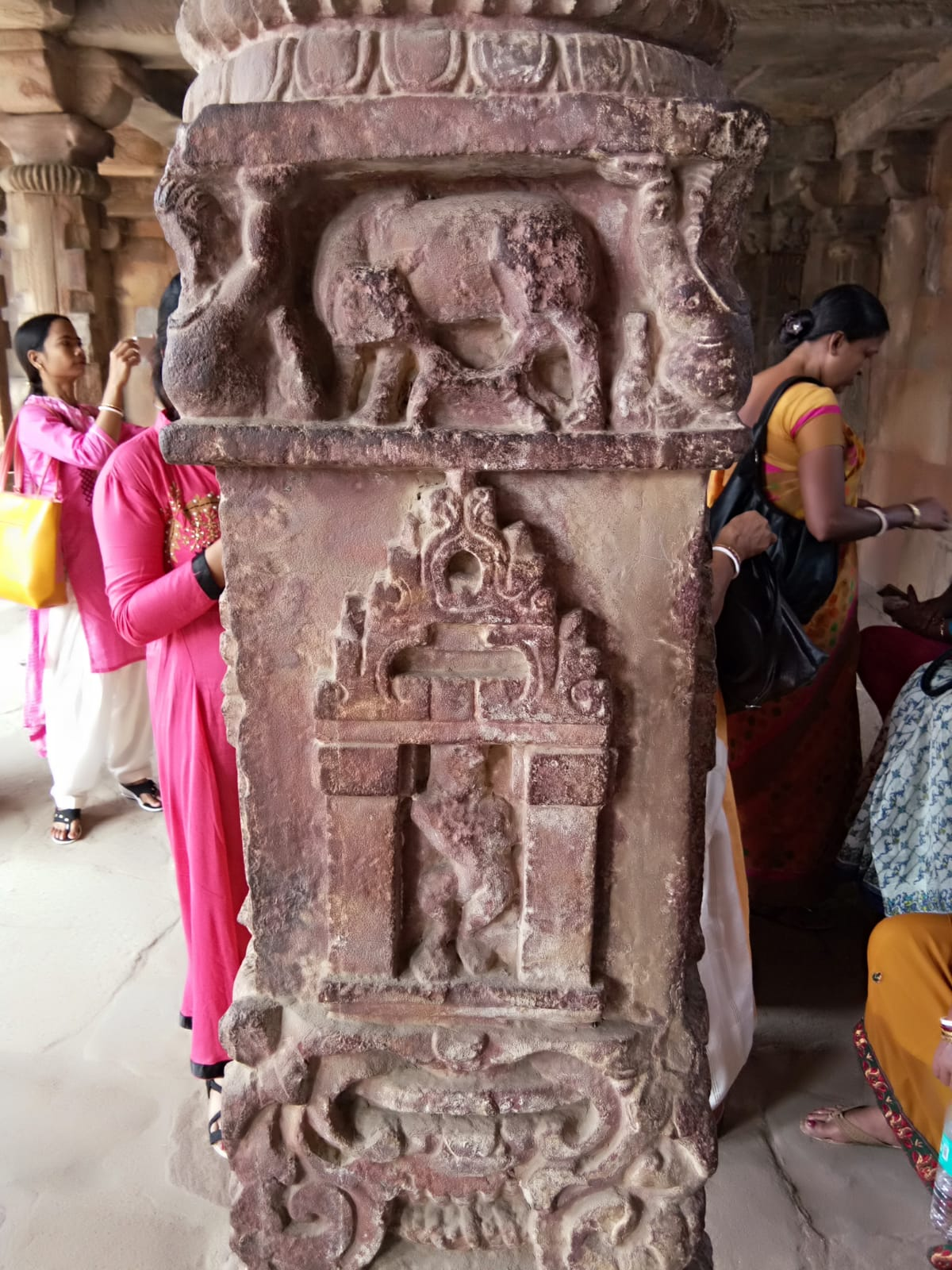
Ідол корови з її телям, а інший шар зіпсував ідола Крішну
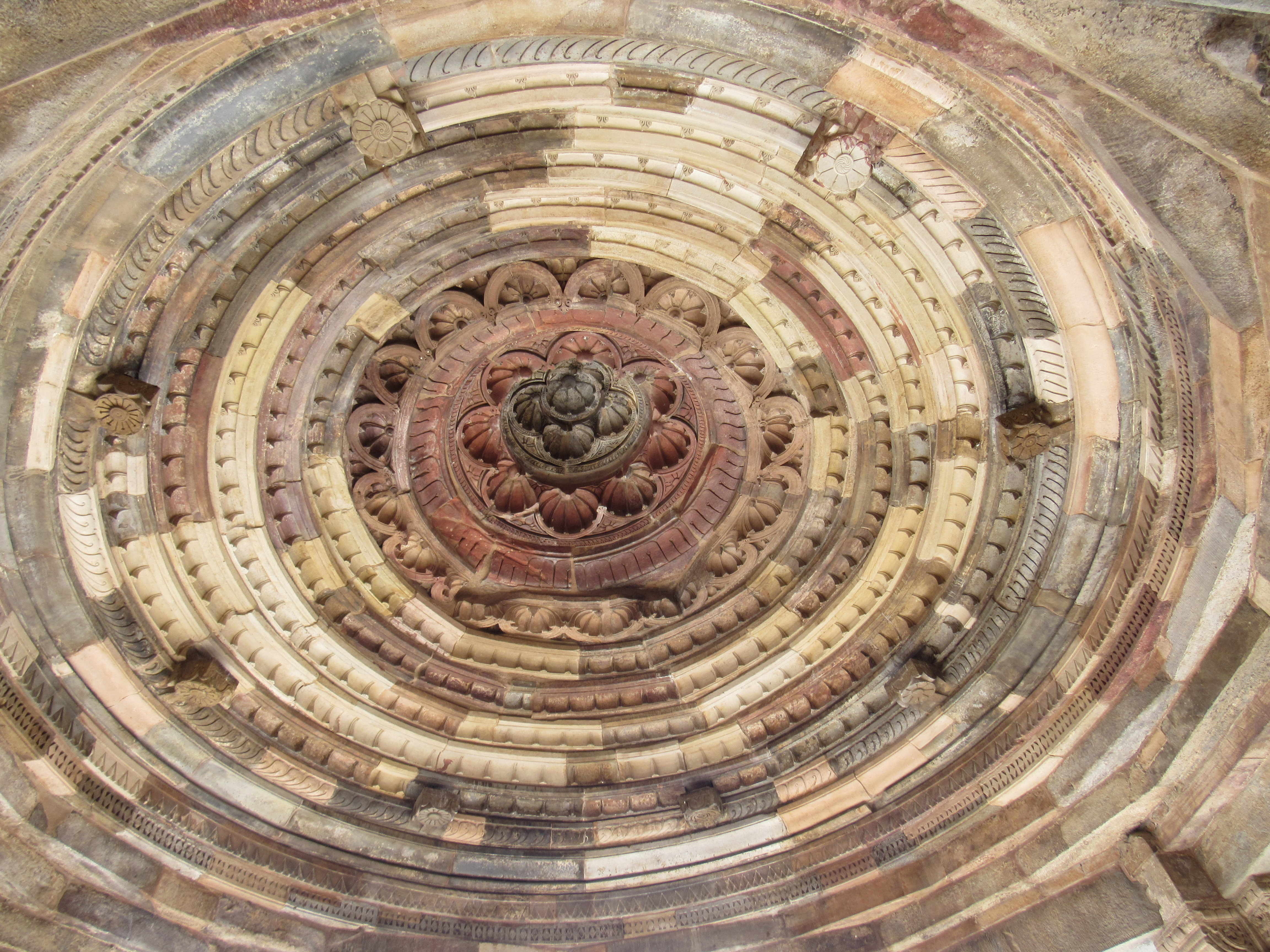
Інтер'єр купола
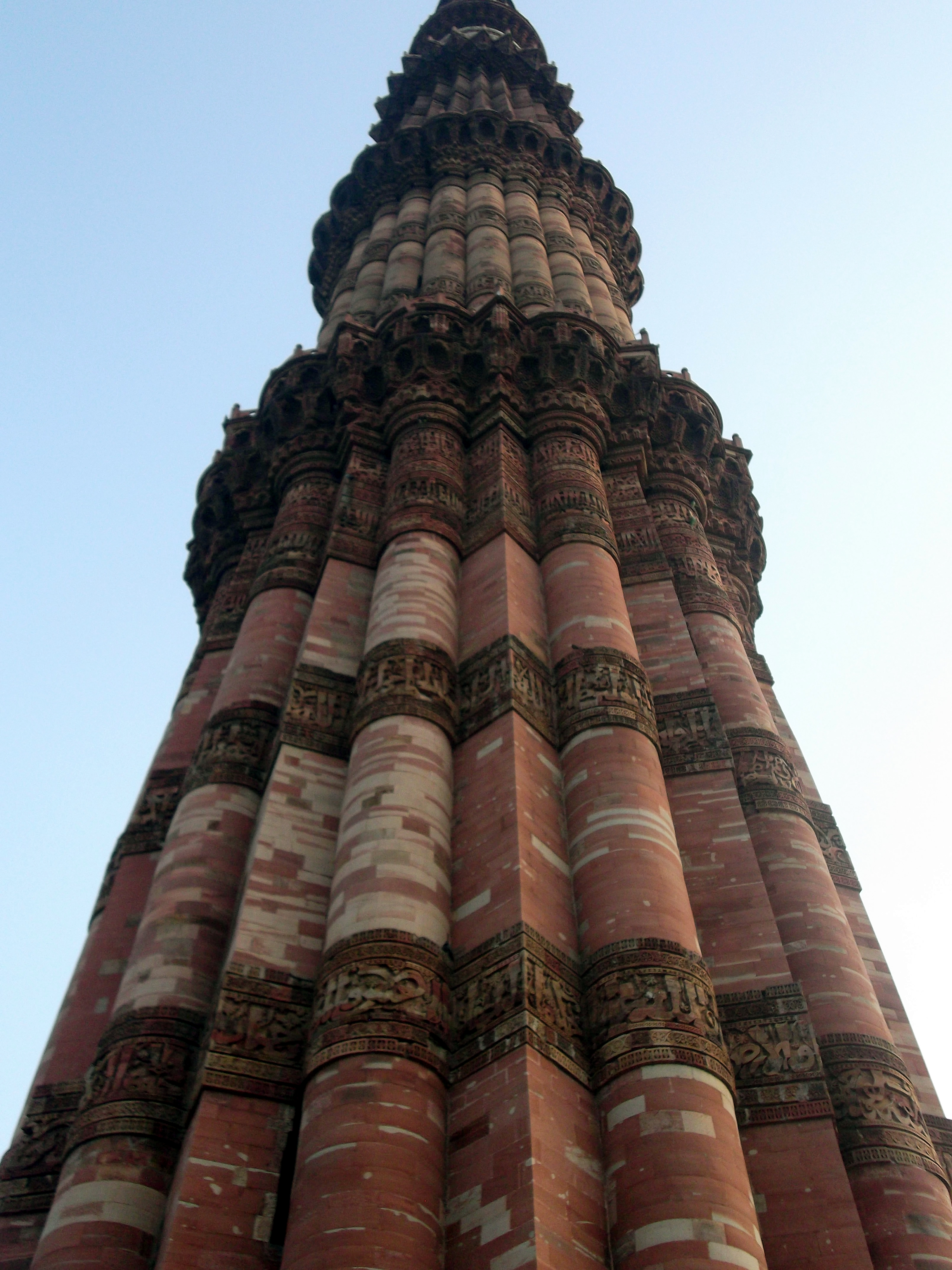
Мінар-Кутб, дивлячись угору від підніжжя
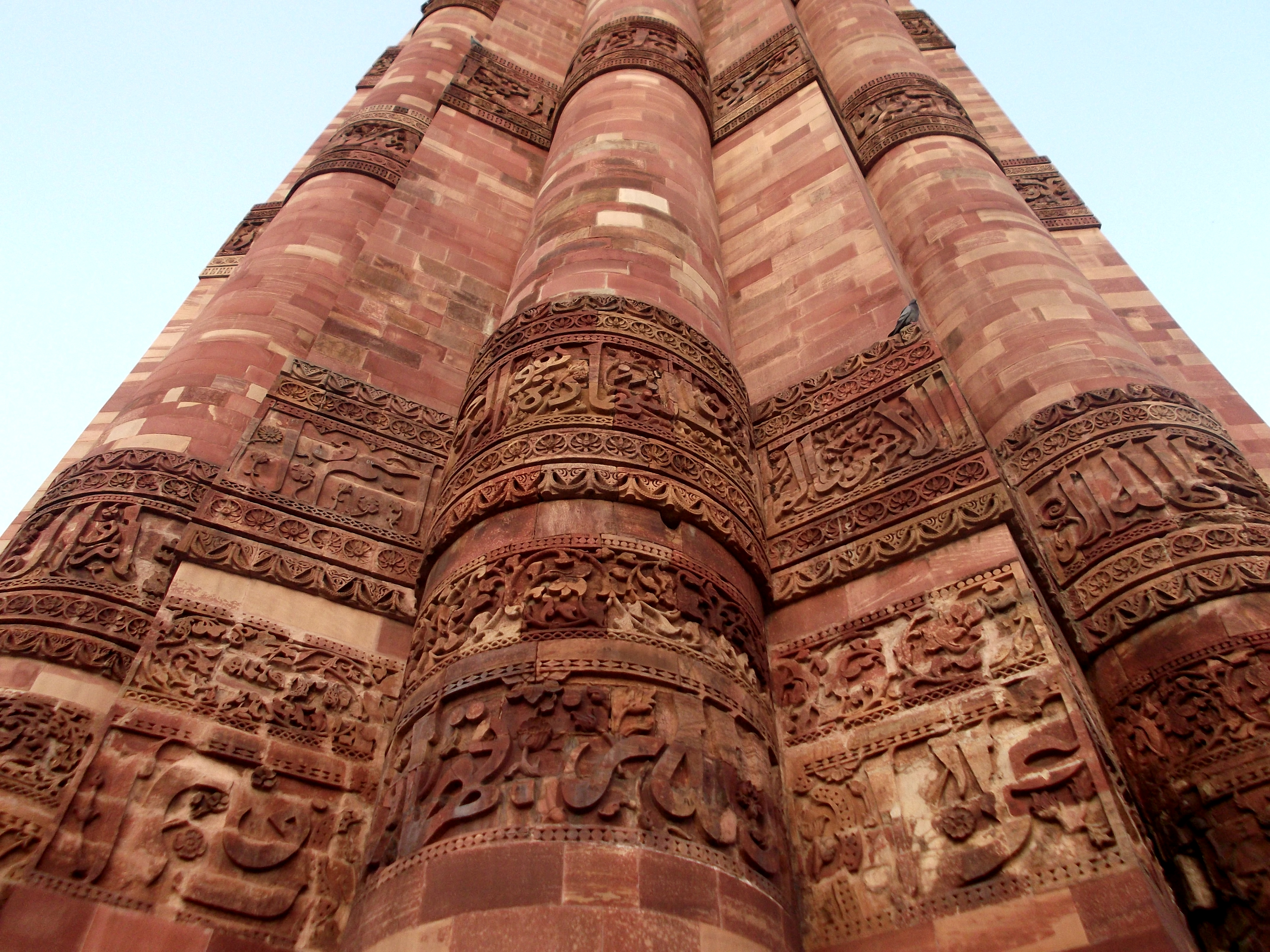
Коран, написані на зовнішніх поверхнях Кутб Мінар
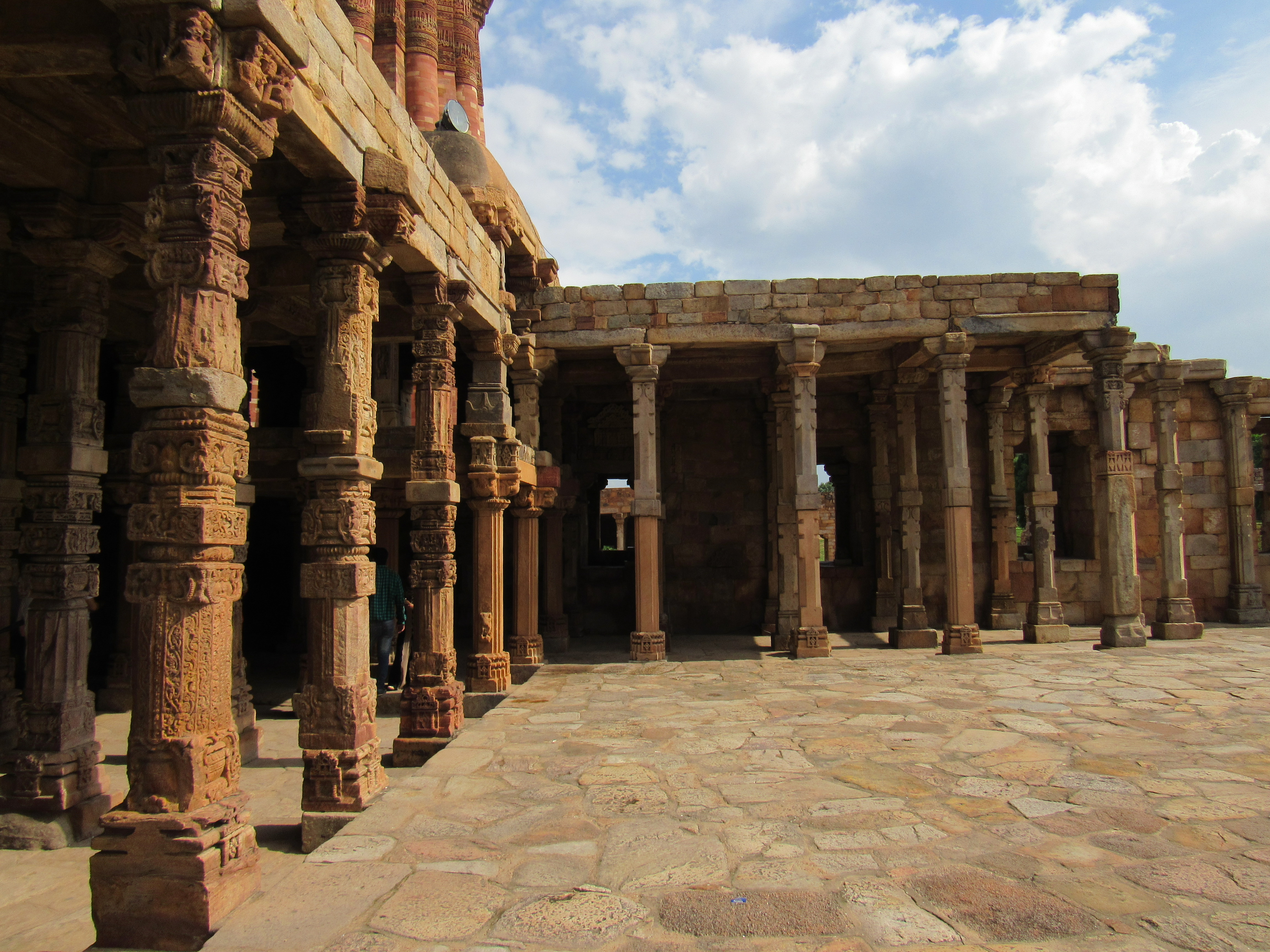
Архітектура Кутб-Мінару
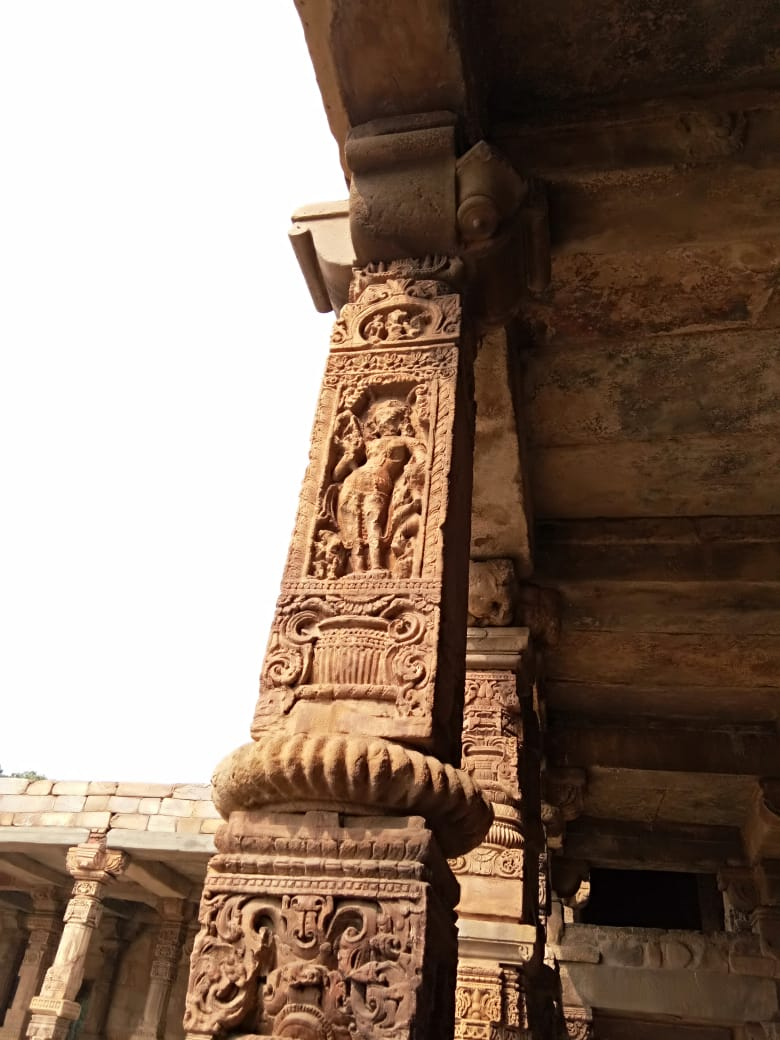
Стародавні руїни індуїстського храму з фігурою танцівниці в мечеті Кувват-уль-Іслам
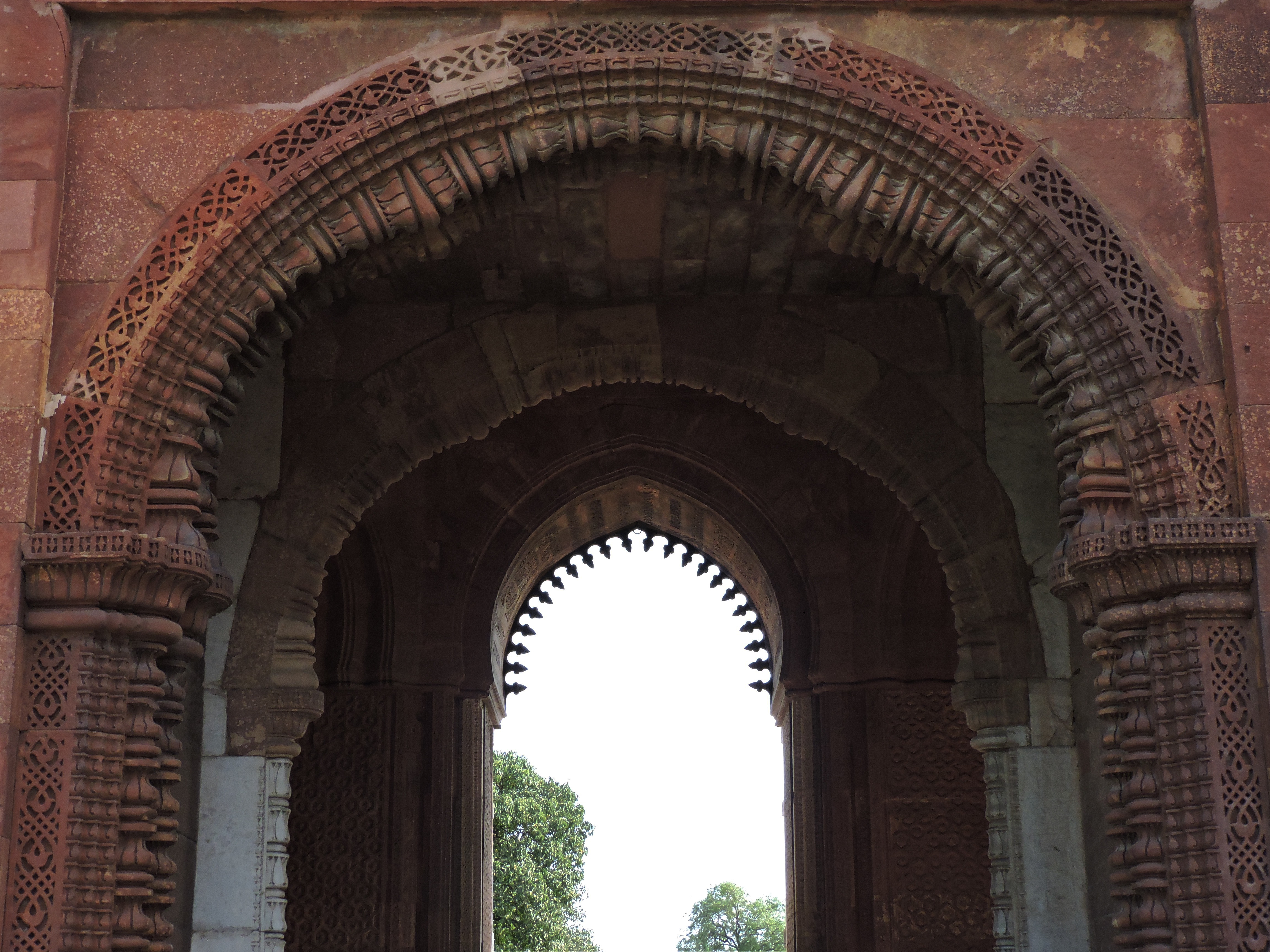
Арка Алай Дарваза
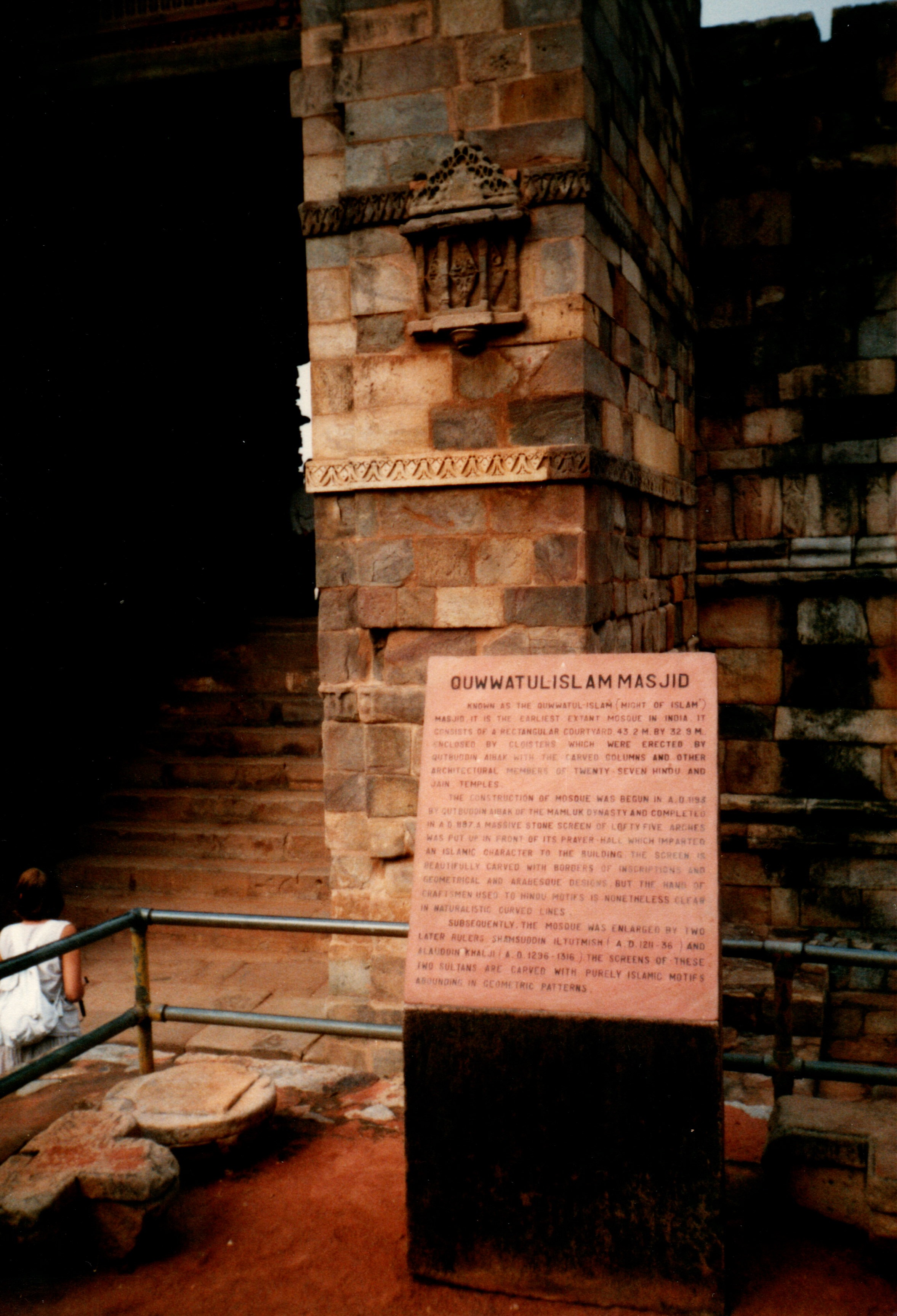
Меморіальна дошка на вході, що демонструє відвідувачам тло Кувват-уль-Іслам Масджид
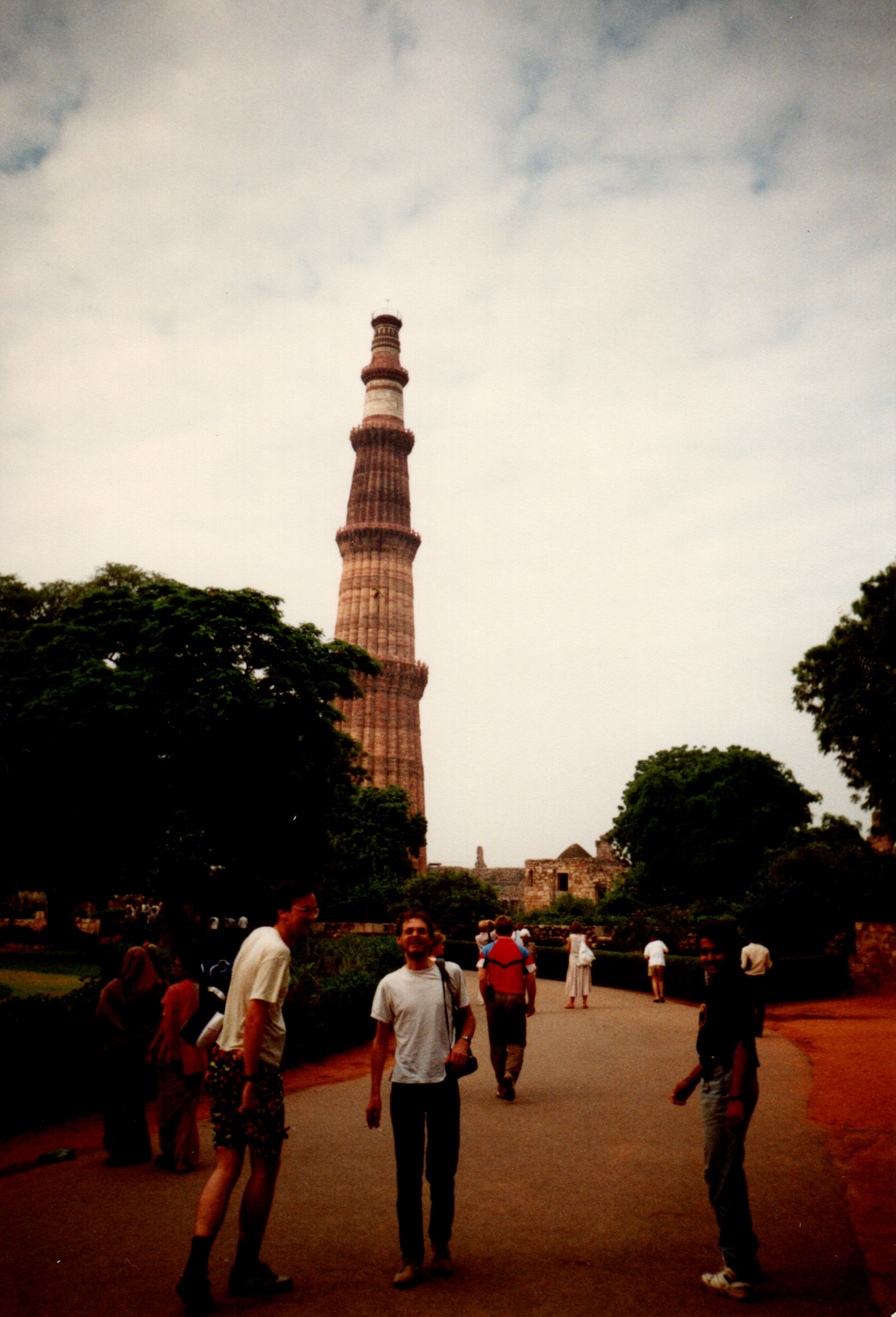
Вид шляху Мінар-Кутб

## Подальше читання
- Hearn, Gordon Risley (1906). The Seven Cities of Delhi. W. Thacker & Co., London.
- Munshi, Rustamji Nasarvanji (1911). The History of the Kutb Minar (Delhi). Bombay : G.R. Sindhe.
- Page, J. A, Archaeological Survey of India (1927). Guide to the Qutb, Delhi. Calcutta, Government of India, Central Publication Branch.
- The World heritage complex of the Qutub, by R. Balasubramaniam. Aryan Books International, 2005. ISBN 81-7305-293-X